# Alghero
Alghero (AFI: /alˈɡɛro/; in algherese e in catalano l'Alguer, [ləɫˈɣe]; in sardo s'Alighera) è un comune italiano di 41 880 abitanti, costitutivo della rete metropolitana del Nord Sardegna nella città metropolitana di Sassari, in Sardegna. È conosciuta anche come la Barceloneta sarda, ovvero "la piccola Barcellona": la città ha infatti conservato l'uso del catalano, di cui è un'isola linguistica e il 22,4% dei suoi abitanti lo parla nella variante algherese, riconosciuta dalla Repubblica Italiana (ex art. 6 della Costituzione e legge n. 482/99) e dalla Regione Sardegna come lingua minoritaria. Tale lingua sta ricevendo tutela attraverso programmi di insegnamento e di utilizzo ufficiale all'interno del territorio comunale. Ad Alghero ha inoltre sede istituzionale una delegazione della Generalitat de Catalunya, il governo regionale della Catalogna.
La città, una delle principali della Sardegna e quinta della regione per numero di abitanti, è una delle porte di accesso all'isola, grazie all'aeroporto che sorge nelle vicinanze di Fertilia. Già capoluogo di provincia nel corso dell'800 e di circondario fino alla soppressione di tali enti, oggi è considerata la capitale della Riviera del Corallo, nome che deriva dal fatto che nelle acque della sua rada è presente una grande quantità di corallo rosso, pescato da corallari subacquei, attività che con la lavorazione e la vendita, da secoli ha avuto una grande importanza di carattere economico e culturale, tanto che un ramo di corallo è inserito nello stemma della città.
Alghero è la terza città universitaria della Sardegna dopo Sassari e Cagliari, con la sede del Dipartimento di Architettura, Design e Urbanistica dell'Università degli Studi di Sassari. È sede anche della Scuola per stranieri di lingua e cultura italiana di Alghero.

## Geografia fisica

### Territorio
Alghero è situata nella parte nord-occidentale della Sardegna, all'interno dell'omonima rada. La maggior parte del territorio a nord dell'area urbana è occupato dalla pianura della Nurra. Nell'estrema frangia a nord-ovest si ergono i sistemi carsici di Capo Caccia, Punta Giglio e Monte Doglia. Procedendo a sud della città si osserva un territorio formato per lo più da vulcaniti che vanno a formare gli altopiani di Villanova Monteleone e Bosa, dall'ultimo del quale hanno origine alcuni corsi d'acqua che hanno favorito l'agricoltura.

### Clima
Il clima mediterraneo di Alghero è sicuramente mite per la presenza del mare che soprattutto in inverno ne mitiga le temperature. A nord della città sono presenti anche due osservatori meteorologici, dove vengono effettuate previsioni a breve e medio termine per l'intera parte settentrionale della Sardegna; viene inoltre rilevata ora per ora la situazione meteo ed inviata ai principali organi d'informazione nazionali e regionali (Teletext, Radio, TV, altri centri meteo).
Dal punto di vista legislativo il comune di Alghero ricade nella fascia climatica C in quanto i gradi giorno della città sono 1001, dunque limite massimo consentito per l'accensione dei riscaldamenti è di 10 ore giornaliere dal 15 novembre al 31 marzo.
- Classificazione climatica: zona C, 1001 GG

- Classificazione sismica: zona 4 (sismicità irrilevante), Ordinanza PCM 3274 del 20/03/2003

Rispetto alla stazione di Alghero Fertilia il clima della città catalana risulta leggermente più caldo. Ecco i dati presi dal sito dell'ENEA
 tabelle Alghero capoluogo (TXT), su clisun.casaccia.enea.it (archiviato dall'url originale il 5 marzo 2016).
| Alghero                            | Mesi    | Mesi    | Mesi    | Mesi    | Mesi    | Mesi    | Mesi    | Mesi    | Mesi    | Mesi    | Mesi    | Mesi    | Stagioni | Stagioni | Stagioni | Stagioni | Anno  |
| Alghero                            | Gen     | Feb     | Mar     | Apr     | Mag     | Giu     | Lug     | Ago     | Set     | Ott     | Nov     | Dic     | Inv      | Pri      | Est      | Aut      | Anno  |
| ---------------------------------- | ------- | ------- | ------- | ------- | ------- | ------- | ------- | ------- | ------- | ------- | ------- | ------- | -------- | -------- | -------- | -------- | ----- |
| T. max. media (°C)                 | 13,0    | 13,2    | 15,1    | 17,5    | 20,9    | 24,8    | 27,3    | 27,5    | 26,2    | 21,9    | 17,6    | 14,5    | 13,6     | 17,8     | 26,5     | 21,9     | 20,0  |
| T. media (°C)                      | 9,9     | 10,2    | 11,8    | 14,1    | 17,0    | 20,7    | 23,0    | 23,4    | 22,1    | 18,2    | 14,6    | 11,7    | 10,6     | 14,3     | 22,4     | 18,3     | 16,4  |
| T. min. media (°C)                 | 6,8     | 7,2     | 8,4     | 10,7    | 13,1    | 16,5    | 18,8    | 19,2    | 18,0    | 14,5    | 11,6    | 8,9     | 7,6      | 10,7     | 18,2     | 14,7     | 12,8  |
| Giorni di calura (Tmax ≥ 30 °C)    | 0       | 0       | 0       | 0       | 0       | 2       | 8       | 7       | 1       | 0       | 0       | 0       | 0        | 0        | 17       | 1        | 18    |
| Giorni di gelo (Tmin ≤ 0 °C)       | 2       | 1       | 1       | 0       | 0       | 0       | 0       | 0       | 0       | 0       | 0       | 1       | 4        | 1        | 0        | 0        | 5     |
| Precipitazioni (mm)                | 64,5    | 67,5    | 51,2    | 44,7    | 24,7    | 12,9    | 5,1     | 11,9    | 38,9    | 75,9    | 103,7   | 89,1    | 221,1    | 120,6    | 29,9     | 218,5    | 590,1 |
| Giorni di pioggia                  | 8,8     | 8,9     | 7,3     | 6,5     | 4,2     | 2,0     | 0,9     | 1,3     | 3,9     | 6,8     | 9,7     | 9,6     | 27,3     | 18,0     | 4,2      | 20,4     | 69,9  |
| Umidità relativa media (%)         | 80      | 79      | 77      | 76      | 74      | 70      | 66      | 69      | 72      | 76      | 79      | 80      | 79,7     | 75,7     | 68,3     | 75,7     | 74,8  |
| Eliofania assoluta (ore al giorno) | 4,1     | 4,9     | 6,0     | 7,2     | 8,7     | 10,0    | 11,3    | 10,2    | 8,3     | 6,5     | 4,6     | 3,7     | 4,2      | 7,3      | 10,5     | 6,5      | 7,1   |
| Vento (direzione-m/s)              | SSW 8,5 | WNW 8,5 | WNW 8,5 | WNW 8,5 | WNW 8,5 | WNW 8,5 | WNW 8,5 | WNW 8,5 | WNW 8,5 | WNW 8,5 | WNW 8,5 | SSW 8,5 | 8,5      | 8,5      | 8,5      | 8,5      | 8,5   |

## Origini del nome
Il nome della città ha derivazioni incerte, ma l'ipotesi più accreditata è che provenga da Aleguerium (alga), per la notevole quantità di Posidonia Oceanica che si deposita sul suo litorale sabbioso.
Così scriveva Alberto Ferrero Della Marmora nel 1839:
(Alberto Ferrero Della Marmora, Voyage en Sardaigne, Turin-Paris, 1839)
Risulta invece destituita di qualsiasi fondamento un'altra tesi che suppone l'origine dall'arabo algèr e dalla sua similitudine con Algeri, capitale dell'Algeria, fatta risalire al fatto che i pirati musulmani (che avevano in Algeri una loro roccaforte) storicamente hanno frequentato anche le coste della Sardegna con frequenti incursioni e scorrerie, durate fino alla fine del Settecento.
Infatti i saraceni, nonostante i molti tentativi, non sono mai riusciti ad insediarsi in Sardegna.
Non è da scartare un'altra etimologia che ne accosta il nome al termine sardo aliga, ossia spazzatura, con riferimento proprio all'odore delle alghe marcescenti.
L'etimologia del sardo aliga è tuttavia la stessa di quella di Alghero, come indicato dal DES (Dizionario etimologico sardo) di Max Leopold Wagner, quindi è più probabile una comune derivazione dei due termini dal nome dato alle alghe.

## Storia

### Preistoria e storia antica

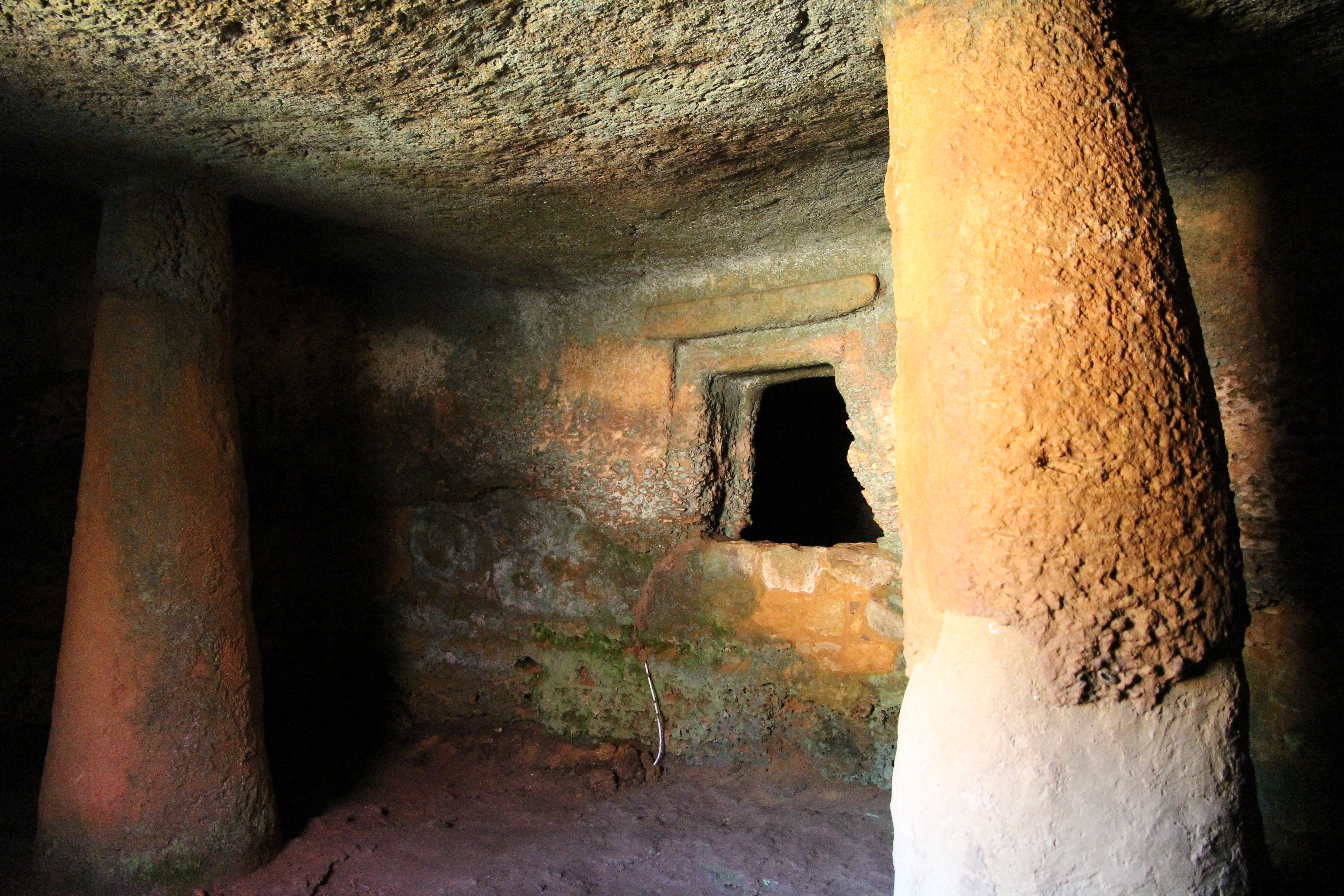
Necropoli di Anghelu Ruju

Il territorio di Alghero inizia la sua storia durante il neolitico.
La Grotta Verde, grotta sommersa sul promontorio di Capo Caccia, è stata oggetto di frequentazione a partire dal neolitico antico (VI-V millennio a.C.): le ceramiche rinvenute appartengono alla facies locale detta di "Filestru-Grotta Verde", con vasi globulari o piriformi con fondo convesso e con decorazione impressa, in parte del tipo cardiale. Altri frammenti ceramici appartengono alla cultura di Bonu Ighinu, del neolitico medio (V-IV millennio a.C.).
Per la fase del neolitico recente (3500 a.C.-2700 a.C.) sono presenti tombe sotterranee come le domus de janas in gruppi o in necropoli, tra cui la necropoli di Anghelu Ruju, appartenenti alla cultura di Ozieri.
I numerosi ritrovamenti (vasi, statuette di dea madre, armi, vaghi di collana ed altro ancora) permettono di ascrivere la necropoli al Neolitico finale (cultura di Ozieri 3200-2800 a.C.) e attestano il suo utilizzo fino nell'età del Rame e del Bronzo (culture di Abealzu-Filigosa, di Monte Claro, del vaso campaniforme e in seguito alla cultura di Bonnanaro dell'età del bronzo antica c.1800-1600 a.C.), a cui appartiene la sepoltura di monte San Giuliano.

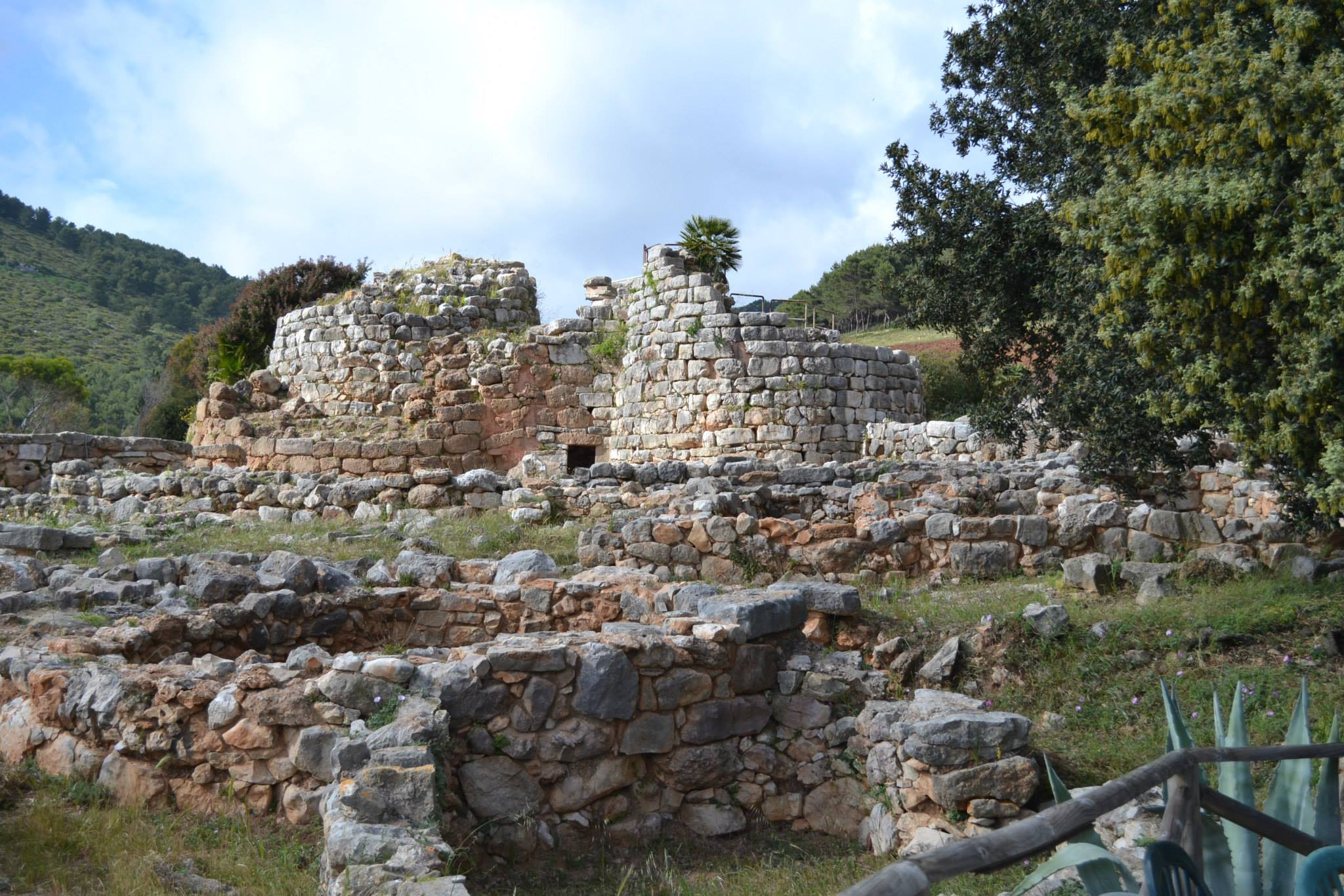
Nuraghe Palmavera

Nell'età nuragica il territorio algherese è intensamente popolato con 90 nuraghi individuati (densità di 0,40 per km²), circa un terzo dei quali ormai scomparsi. La maggior parte sono a singola torre e tutti sono costruiti in pietra locale, come calcare, arenaria e trachite. Sono inoltre presenti diversi villaggi, per la maggior parte collegati ai nuraghi, dove sono state rinvenute ceramiche protocorinzie e fenicie, a testimonianza dei rapporti commerciali intrattenuti con le altre regioni mediterranee. Per le sepolture sono invece scarse le tombe dei giganti, solo cinque forse a seguito del riutilizzo delle più antiche Domus de Janas. A questa fase appartengono le necropoli ipogeiche di necropoli di Santu Pedru e la prosecuzione di quella di Anghelu Ruju, e i villaggi nuragici di Palmavera e di Sant'Imbenia.
La presenza fenicia è scarsa, legata alla necropoli punico-romana di Sant'Imbenia, come in tutto il nord della Sardegna e in età romana la vita continua senza apparente soluzione di continuità. Alcune ville rustiche sono testimoniate in prossimità dei nuraghi, come la villa romana di Santa Imbenia. Ex-voto di epoca romana e vasche in opera cementizia attestano la continuazione del culto presso un pozzo sacro nuragico in località "La Purissima". Il ponte romano di Fertilia sul canale che unisce lo stagno di Calich al mare, in origine a 24 arcate, collegava il Ninpheus Portus con la stazione romana di Carbia e venne ristrutturato in epoca medievale.
Nel 2007, alle pendici di monte Carru, collina adiacente alla località La Purissima, è venuta alla luce una necropoli con oltre 400 tombe databili tra il periodo repubblicano ed imperiale.

### Epoca medievale e moderna
(Carlo V su Alghero, 1541)
È un errore comune pensare che la nascita dell'odierna città di Alghero sia da far risalire ai primi anni del XII secolo, da parte della nobile famiglia genovese dei Doria. Tuttavia questa ipotesi è basata su un'errata interpretazione delle poche fonti scritte disponibili, tutte quante postume alla fondazione della città. Gli scavi archeologici condotti dal docente ordinario di archeologia medievale dell'Università di Sassari Marco Milanese, hanno postdatato da tempo la fondazione della città di circa 150 anni, intorno alla metà del XIII secolo.
La posizione strategica e la presenza di una ricca falda acquifera, testimoniata dai pozzi ancora presenti in alcune case, permise la crescita della città e ne accrebbe l'importanza strategica. Per circa un secolo, restò nell'orbita della repubblica marinara; nel 1283, i pisani riuscirono a conquistarla e la tennero fino al 1284, quando, all'indomani della sconfitta pisana della Meloria, i Doria rientrarono ad Alghero.

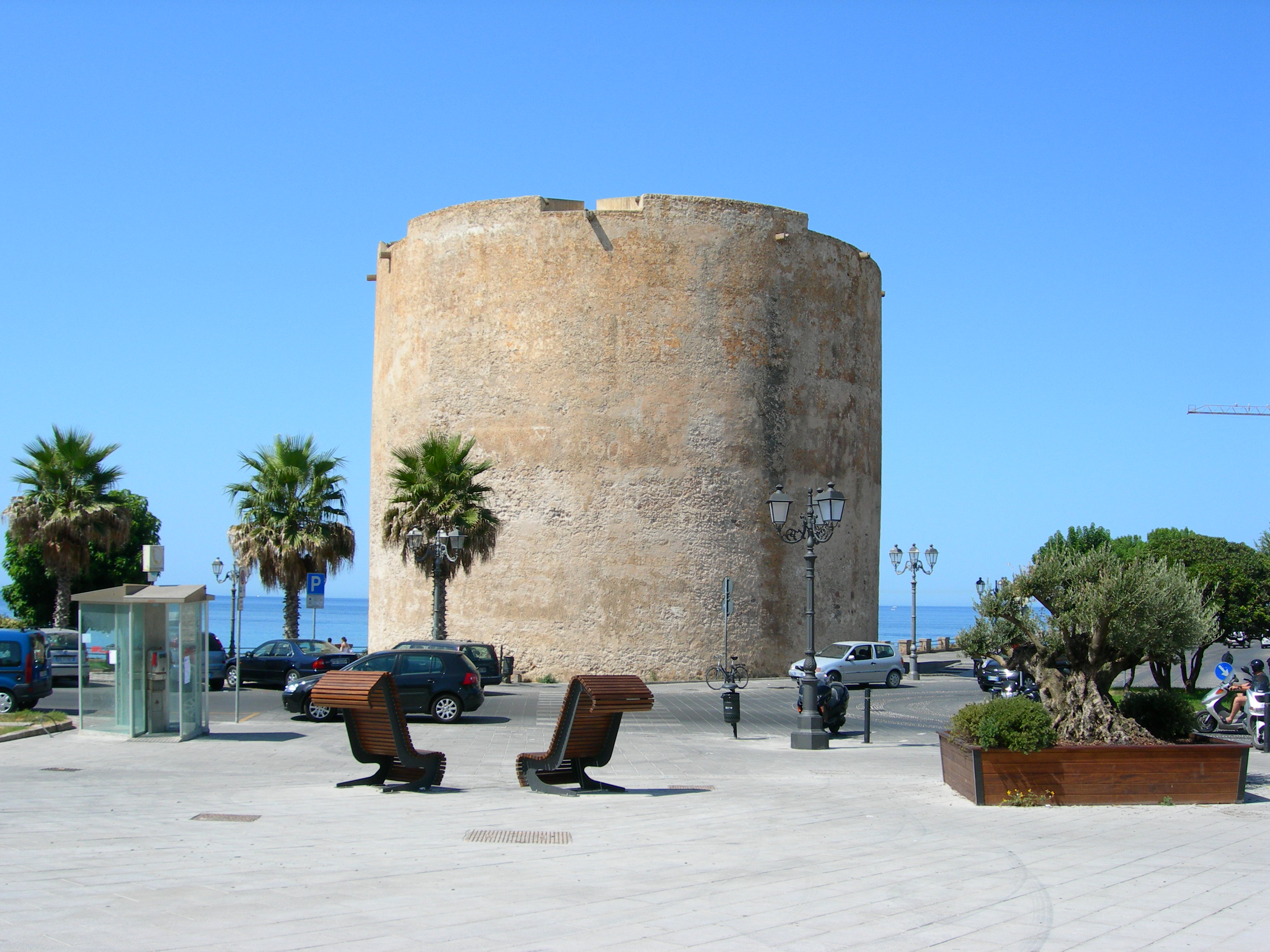
Piazza Sulis e l'omonima torre.

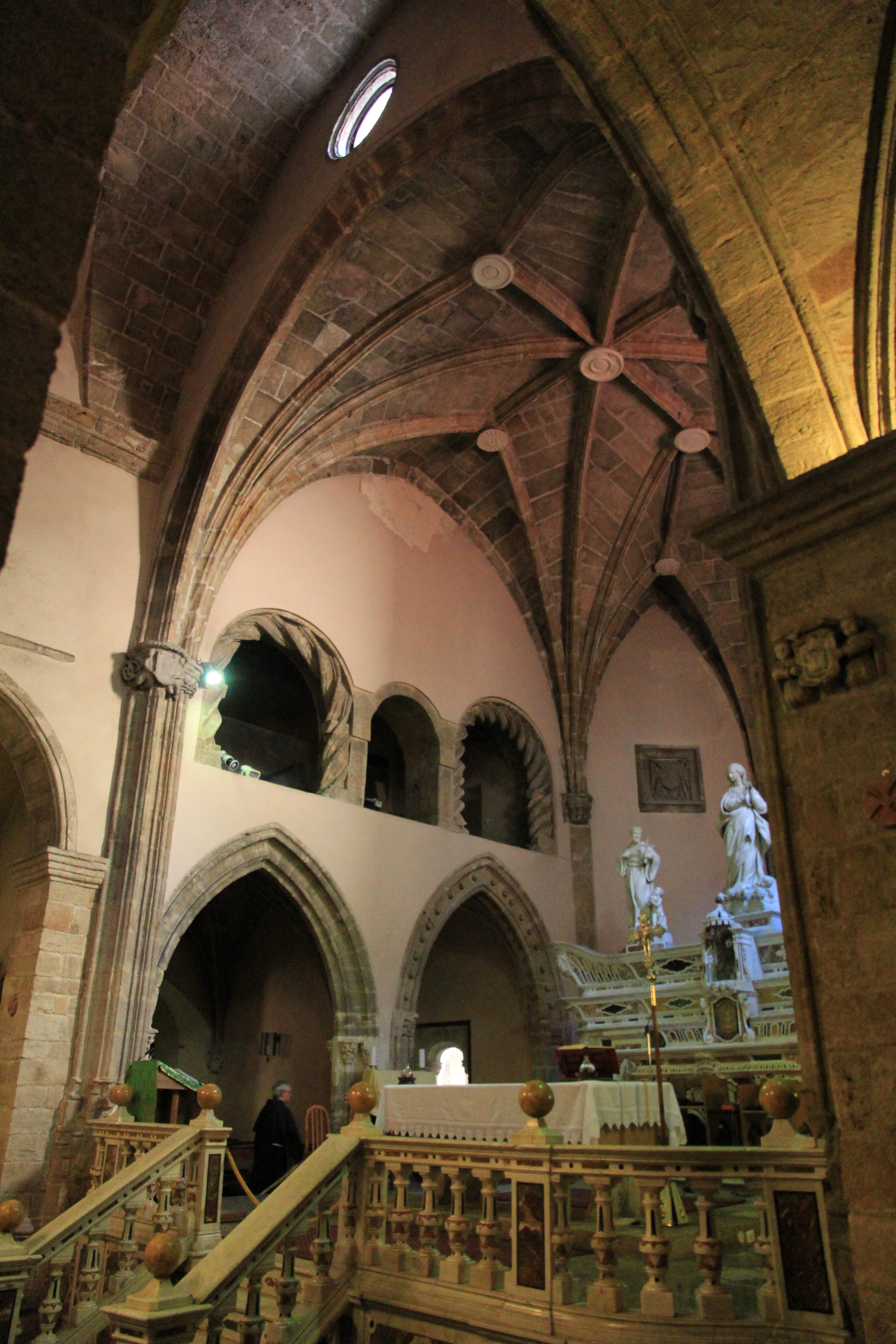
Interni in stile gotico catalano della chiesa di San Francesco

Cessata la terribile epidemia di peste nera che colpì anche la Sardegna nel 1347, nel 1350 alcuni discendenti dei Doria vendettero i propri diritti a Pietro IV d'Aragona, che stava realizzando territorialmente il neonato Regno di Sardegna, mentre i restanti discendenti cedettero i propri diritti alla Repubblica di Genova nel 1353: questo portò inevitabilmente a uno scontro fra le due fazioni, aragonesi da un lato, genovesi, in seguito alleati con gli arborensi, dall'altro.
Il 27 agosto del 1353, gli aragonesi ebbero la meglio nella battaglia navale nella baia di Porto Conte, tanto che il 30 agosto il comandante Bernardo de Cabrera poté entrare trionfalmente ad Alghero. Questa vittoria fu tuttavia effimera perché già il 15 ottobre dello stesso anno i Doria la riconquistarono. Il 22 giugno del 1354, vi fu uno sbarco in forze condotto da Pietro il Cerimonioso, che pose sotto assedio la città. L'assedio non diede i risultati sperati; tuttavia, il 16 novembre, a margine delle dure condizioni di pace imposte da Mariano IV d'Arborea, che era sceso in guerra al fianco dei Doria, Pietro IV riottenne con la diplomazia il controllo della città, che quindi vide senza ulteriori scontri la sostituzione della popolazione sardo-ligure originaria, deportata nella penisola iberica e nelle Baleari come schiavi, con nuovi coloni catalani allettati dai privilegi concessi loro dalla Corona d'Aragona; ciò fece nascere in questi un forte sentimento di coesione etnica e, allo stesso tempo, di alterità nei confronti dei sardi autoctoni che, a partire dal XVI secolo in poi, sarebbero entrati a far parte della città. A questa data risale la nascita dall'odierna identità culturale di Alghero e del dialetto cittadino, varietà del catalano orientale ancora parlato.
Nel 1355, la città ottenne lo stemma comunale. In quello stesso anno, a causa di un periodo di crisi economica ed alimentare la città fu interessata da traffici commerciali che la rifornivano: tra i mercanti coinvolti in questa attività anche il noto scrittore Giovanni Boccaccio. Nel 1372 venne respinta una sollevazione che culminò con l'espulsione degli ultimi abitanti ribelli. Alghero, come Cagliari, non fu mai espugnata dalle armate giudicali nel corso dei numerosi decenni di guerra. Nella notte fra il 5 e il 6 maggio 1412 l'ultimo giudice di Arborea Guglielmo III di Narbona tentò di conquistare la città con un manipolo di uomini, ma venne respinto. Nel 1492, come negli altri territori appartenenti alle corone iberiche, per via del Decreto di Alhambra venne espulsa, con gravi ripercussioni economiche, la locale comunità ebraica di cui sono ancora visibili alcuni resti archeologici.
Dall'agosto del 1495, il re Ferdinando il Cattolico, con un provvedimento dato a Tarazona, autorizzò il consiglio civico algherese a concedere la cittadinanza anche ai non catalani. Questo diede il via a un consistente flusso migratorio di sardi, còrsi, liguri e provenzali, che si riversarono nella città.
Il 28 agosto 1501, le venne conferito il titolo di Città Regia.
Nel 1541, l'imperatore Carlo V venne in visita accompagnato dall'ammiraglio Andrea Doria, constatando le qualità che la resero così appetibile nel passato, e coniando forse la famosa espressione "todos caballeros".
Nel 1652, Alghero fu colpita nuovamente dalla peste, portata nella città da una nave catalana. Alcuni algheresi emigrarono verso altre zone dell'isola sperando di salvarsi, ma ottennero l'effetto di diffondere in tutto il territorio la pestilenza, che colpì duramente la Sardegna per ben quattro anni. Nel 1720 il Regno di Sardegna passò alla Casa Savoia, senza che questo avesse apportato mutamenti alla tradizione culturale e linguistica di Alghero.

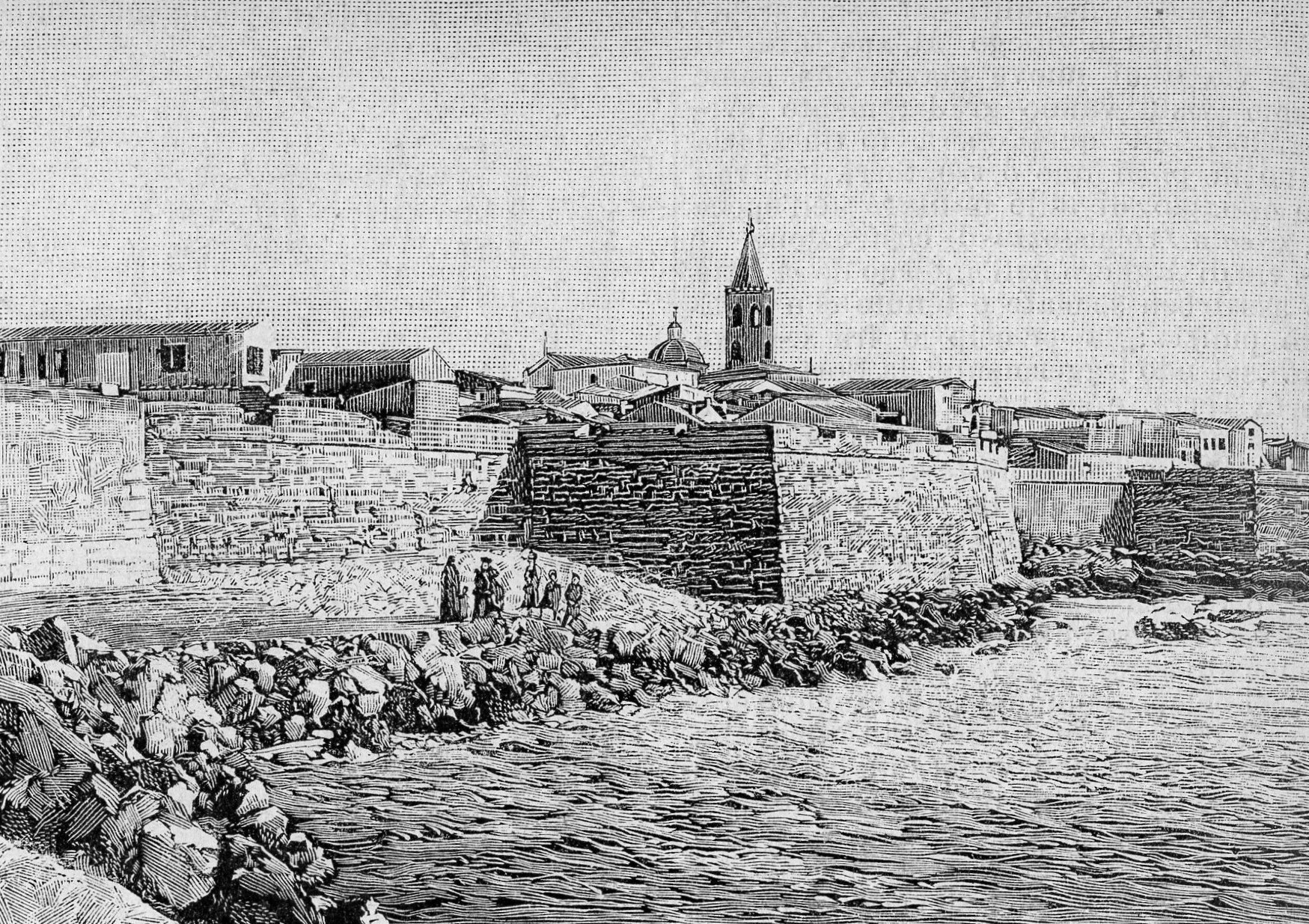
Bastione di ponente (xilografia 1901)

Durante la seconda guerra mondiale, il 17 e 18 maggio 1943, Alghero e dintorni vennero bombardati dai mezzi aerei inglesi della RAF, tale avvenimento viene ricordato come la "notte di San Pasquale". Molti algheresi, dopo aver perduto la propria abitazione durante i bombardamenti alleati, vennero alloggiati nel collegio dei Gesuiti retrostante la chiesa di San Michele, allora abbandonato, che venne pesantemente modificato per ricavarne abitazioni.
Negli anni sessanta, la città visse, come del resto tutta Italia, un momento di forte ripresa, accompagnato però da una forte speculazione edilizia. Hanno la loro prima edizione diversi eventi mondani tra cui la manifestazione "Meeting del cinema italiano" che premiava film, attori e registi con il premio "Il Riccio d'oro". e l'elezione di Lady Italia e Lady Europa, con la partecipazione ed il coinvolgimento di famose personalità del mondo dello spettacolo. Il 1960 è l'anno del "Retrobament", il reicontro culturale e linguistico fra Alghero e la Catalogna, celebrato ogni anno.
Il 6 settembre del 1968, una squadra di Alghero ha partecipato ai Giochi senza frontiere, in onda in Eurovisione, nella cittadina tedesca di Schwäbisch Hall. Nel 1986 Alghero ha acquistato nuova notorietà grazie alla canzone Alghero di Giuni Russo a cui la città, riconoscente, ha dedicato una piazza sul Colle Balaguer. Dal 2001 Alghero è sede di vari corsi distaccati dell'Università di Sassari, in Scienze ambientali e produzioni marine, di Architettura, Pianificazione e Design, e dal 2010 della Scuola per stranieri di lingua e cultura italiana di Alghero.
Il complesso di Santa Chiara nel 2013 è divenuto sede della Facoltà di Architettura, su progetto di Giovanni Maciocco e dell'archeologo Marco Milanese. Dopo alcuni anni di lavori passati per le giunte Sechi, Tedde e Lubrano, è stato inaugurato dall'Ambasciatore di Israele Naor Gilon.

### Simboli

Gonfalone del comune.

Stemma ufficiale del comune.

Lo stemma della città di Alghero è uno scudo racchiuso da due fronde di palma e sormontato da una corona comitale con nove perle visibili. Lo stemma è così descritto: d'azzurro, allo scoglio di nero, sormontato da un rametto di corallo; al capo d'Aragona (ossia d'oro, a quattro pali di rosso). I cosiddetti pali d'Aragona si ritrovano in molti altri emblemi come la senyera, la bandiera della Catalogna, e nello stemma dell'Ordine di Santa Maria della Mercede.
Il gonfalone municipale si presenta con sfondo giallo e quattro bande verticali rosse; nella parte superiore trova spazio lo stemma comunale; su una striscia diagonale campeggia la dicitura "Fedelissima Città di Alghero", acquisita nel 1501 per le lotte sostenute a favore della Spagna.

## Monumenti e luoghi d'interesse

### Architetture religiose

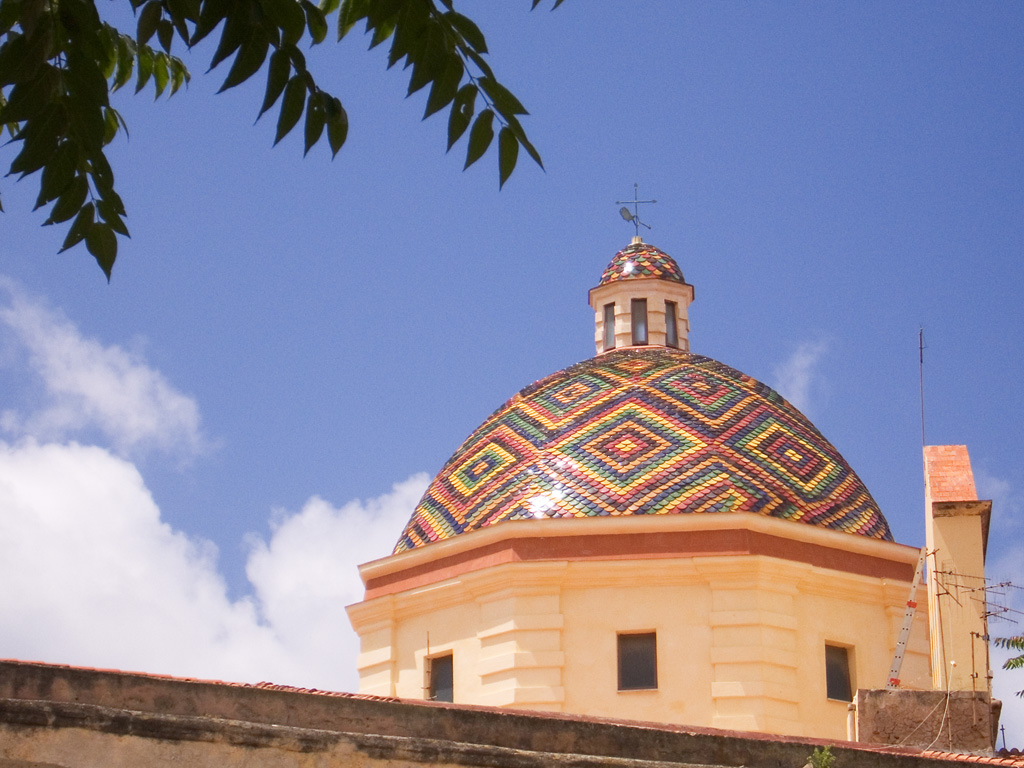
La cupola della chiesa di San Michele, uno dei simboli della città.

Nel centro storico trovano inoltre collocazione chiese importanti dal punto di vista architettonico:
- cattedrale di Santa Maria, XVI secolo;
- chiesa di Nostra Signora del Carmelo, XVII secolo;
- chiesa di Santa Barbara, XVI secolo: la più vecchia chiesa della città, diventata parrocchia ortodossa;
- chiesa di San Francesco con il suo chiostro, XIV secolo;
- chiesa di San Michele e cupola policroma in maiolica, XVI secolo;
- ex-chiesa di Nostra Signora del Rosario, diventata sede di un museo;
- chiesa di Nostra Signora della Misericordia;
- ex-chiesa di Sant'Antonio Abate, diventata abitazione privata;
- chiesa di Sant'Anna intra mœnia (Sant'Ana de dins in algherese), non visitabile.

Chiese parrocchiali

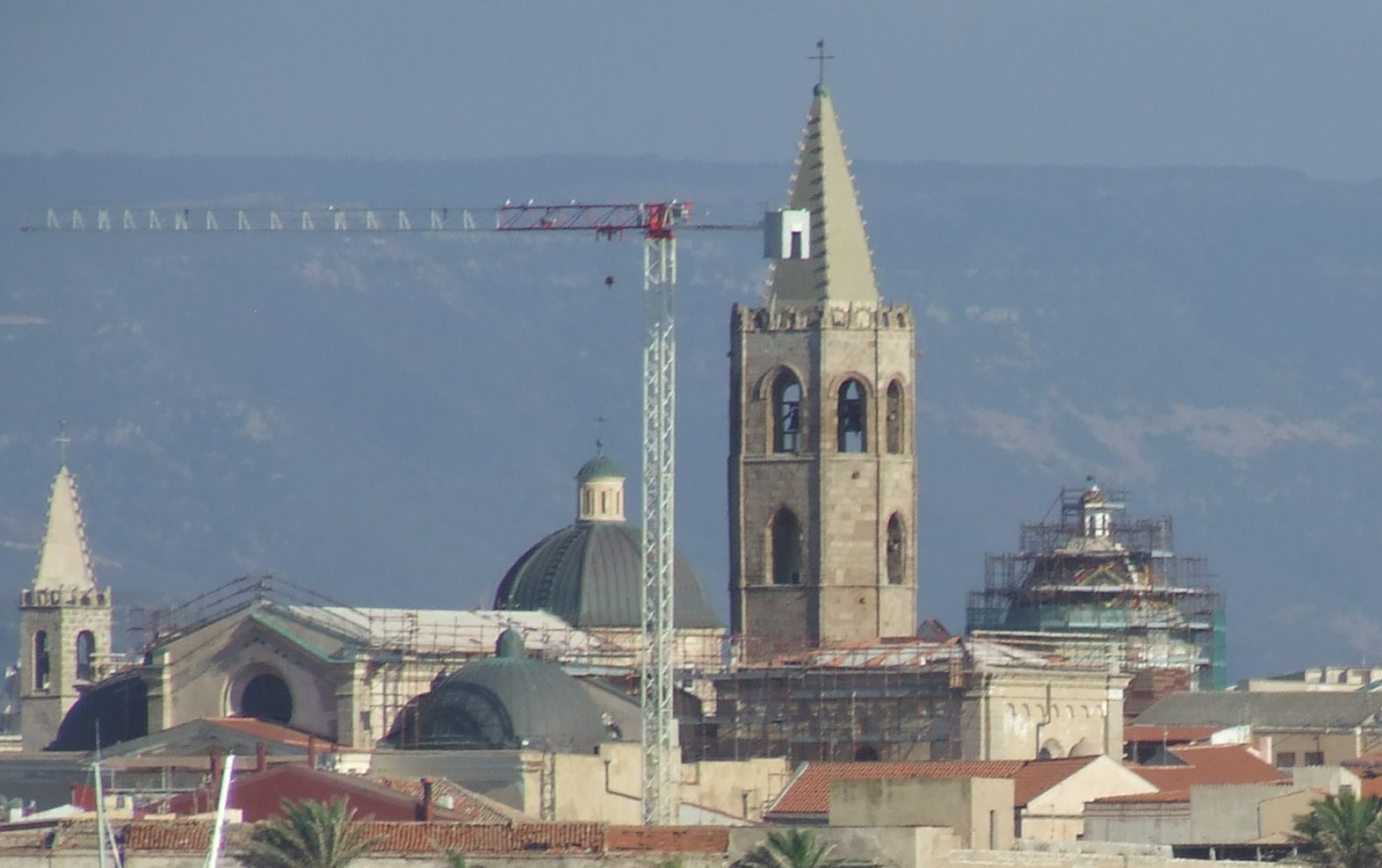
La Cattedrale, durante i lavori di ristrutturazione esterni, vista dal porto

- Immacolata Concezione - cattedrale
- Nostra Signora della Mercede
- Madonna del Santo Rosario
- San Giovanni Bosco
- San Giuseppe
- San Luca Evangelista
- Santa Maria Goretti e San Paolo Apostolo
- Santissimo Nome di Gesù
- Sacro Cuore e San Marco — Fertilia
- Natività della Vergine Maria — Santa Maria La Palma
- Nostra Signora di Loreto — Loretella - Sa Segada
- Nostra Signora di Stella Maris — Maristella
- Nostra Signora della Guardia — Guardia Grande
- Beata Vergine dell'Assunta — Villassunta

Chiese non parrocchiali
- Chiesa di San Paolo (parrocchia N.S. della Mercede)
- Chiesa di Sant'Agostino nuovo (parrocchia SS. Nome di Gesù)
- Chiesa di Sant'Anna
- Chiesa di Sant'Anna intra mœnia (parrocchia Immacolata Concezione), unica chiesa di Alghero non aperta al culto ad essere ancora consacrata.
- Chiesa del Rosario intra mœnia (sconsacrata, diventata sede del Museo diocesano d'arte sacra)
- Chiesa del SS.mo Crocifisso — Tramariglio
- Chiesa di San Francesco (parrocchia Immacolata Concezione)
- Chiesa della Misericordia (parrocchia Immacolata Concezione)
- Chiesa del Carmelo (parrocchia Immacolata Concezione)
- Chiesa di San Michele Arcangelo (parrocchia Immacolata Concezione)
- Chiesa di San Giovanni Battista (parrocchia San Giovanni Bosco)
- Santuario di Nostra Signora di Valverde — Valverde (parrocchia Immacolata Concezione)
- Santuario di Nostra Signora della Speranza
- Chiesa di Sant'Antonio Abate - Regione Gutierrez, strada per Santa Maria La Palma
- Chiesa di Santa Chiara, sconsacrata, dopo restauro divenuta sede della biblioteca comunale di Alghero e della Biblioteca della Facoltà di Architettura dell'università di Sassari

Nelle campagne circostanti esistono altri luoghi di culto, come il santuario di Nostra Signora di Valverde (Nostra Segnora de Baluvirde in sardo, Nostra Senyora de Vallverd in algherese) del XVII secolo, a circa 7 km dal centro e meta di pellegrinaggi, la chiesa di Sant'Agostino vecchia (XIV secolo), quella di Sant'Anna (Sant'Ana de fores in algherese) risalente al XV secolo e Sant'Agostino nuova (XVI secolo).
Una curiosa leggenda avvolge la Madonna di Valverde: pare che fosse stata ritrovata una Madonna da alcuni pescatori, che la portarono nel duomo, ma che il giorno dopo scomparve; ritrovata nello stesso posto si decise di costruire un santuario dedicato a lei, e da allora la Madonna di Valverde rimane nel santuario, dove vengono deposti numerosi ex-voto.

### Architetture civili

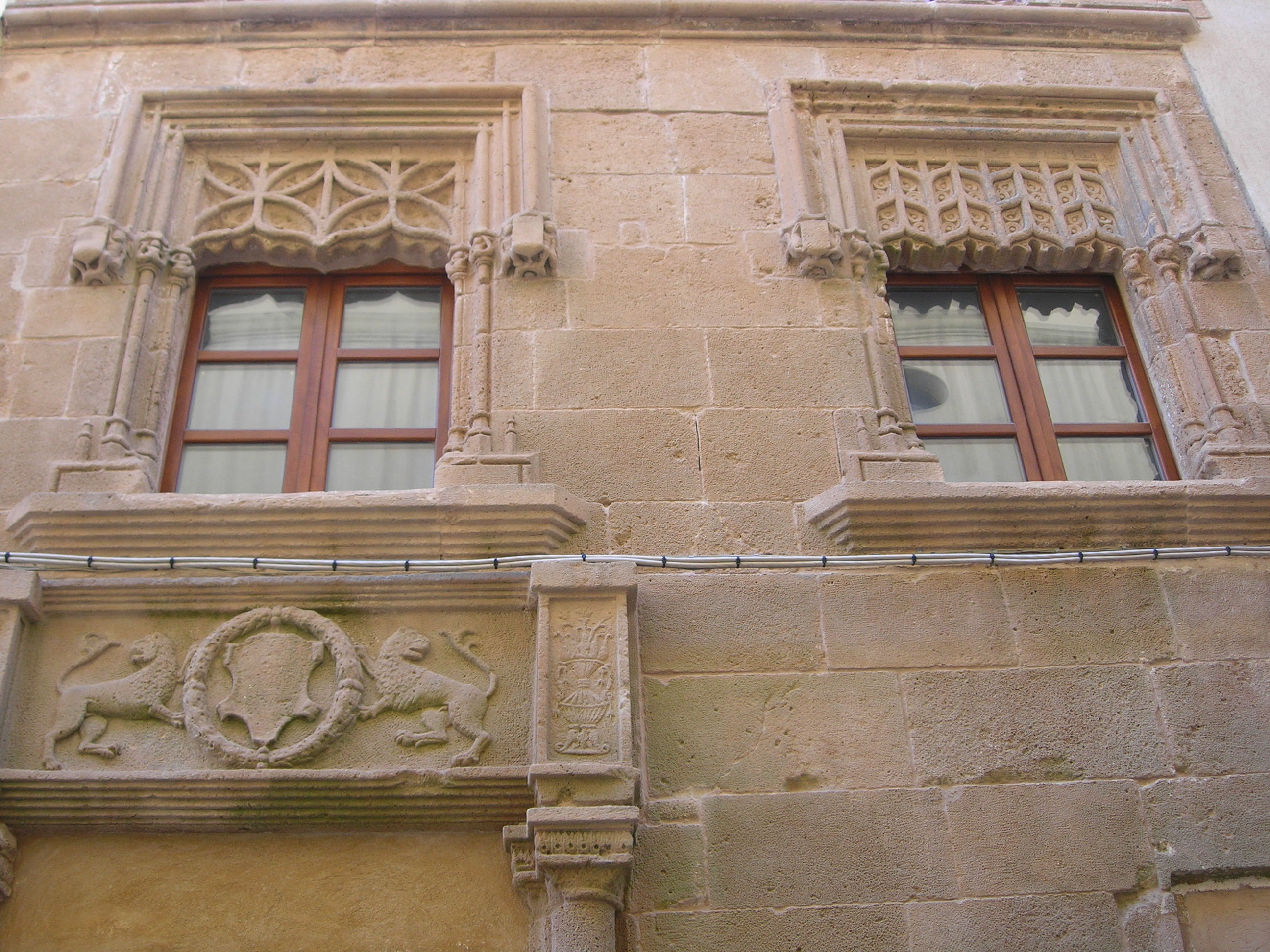
Palazzo Machín

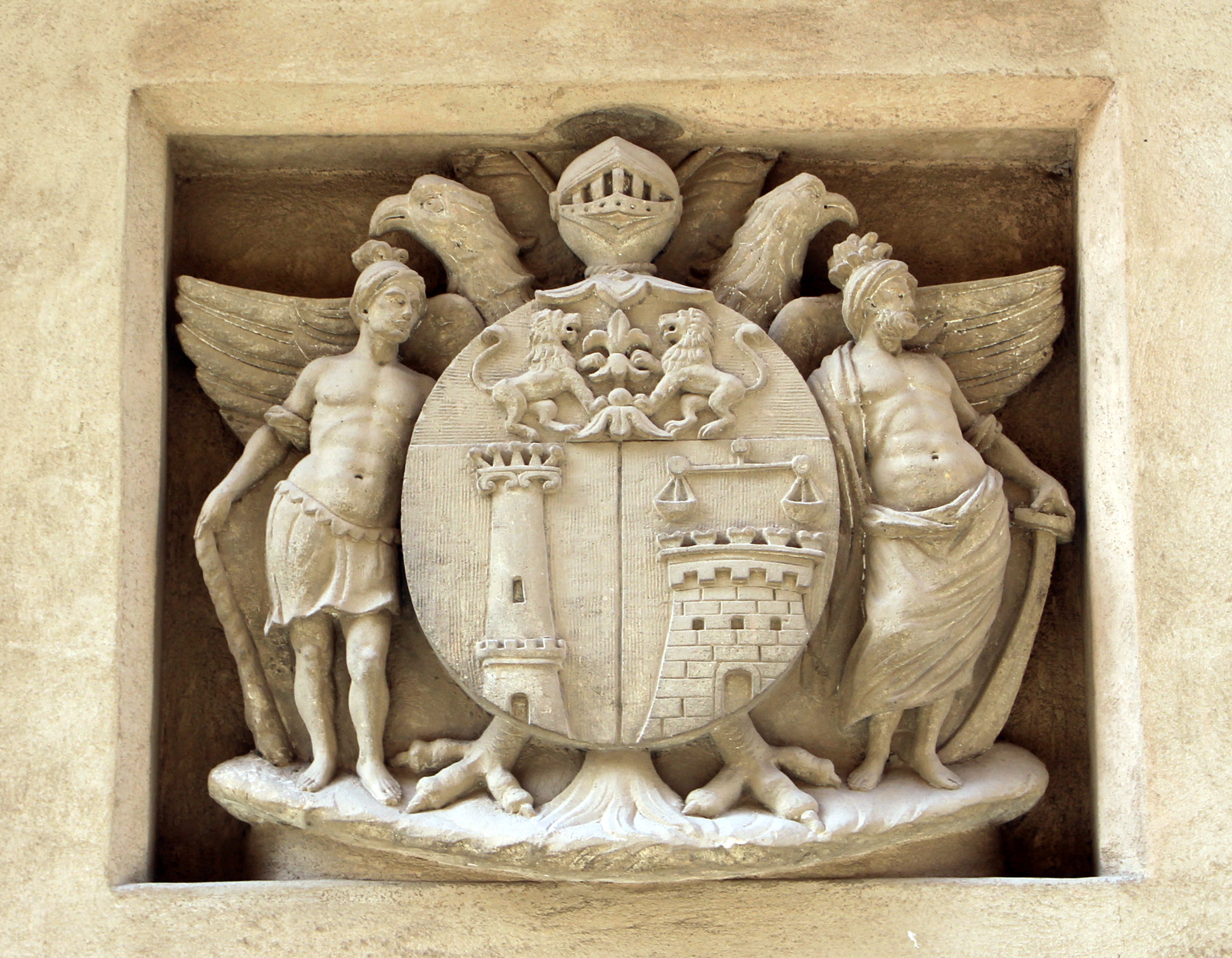
Palazzo Peretti, stemma

#### Palazzi di epoca gotica
- Palazzo de Ferrera, chiamato in precedenza Palazzo del marchese d'Albis, è situato nella piazza civica;
- Palazzo del Pou Salit (del pozzo salato);
- Palazzo Peretti;
- Palazzo Guillot;
- Palazzo Carcassona;
- Palazzo Arbosich;
- Palazzo Machin.

#### Palazzi di gusto barocco sabaudo
- Palazzo Serra.

#### Palazzi del periodo neoclassico
- Palazzo Lavagna;
- Palazzo Civico;
- Palazzo Balata;
- Palazzo Simon;
- Teatro Civico.

Si segnalano anche Palazzo Bolasco, Palazzo Serra, l'ex seminario, la Scuola Elementare del Sacro Cuore, il Palazzo Chiappe, il Mercato Civico, Villa Mosca e le ville in Stile Liberty che sorgono sul lungomare Dante, nonché Villa Las Tronas, che sorge su un piccolissimo promontorio davanti al lungomare. Le rovine dell'abitazione di Giuseppe Manno (nome del primo storico algherese) sono state invece da pochi anni demolite.
Un cenno va fatto all'Ospedale vecchio, sito nel centro storico cittadino, area per anni tenuta in stato di abbandono e rovina che, dopo un restauro iniziato nella seconda metà del 2006, è ora divenuta sede del Dipartimento di Architettura, Design e urbanistica di Alghero dell'Università di Sassari.

### Architetture militari

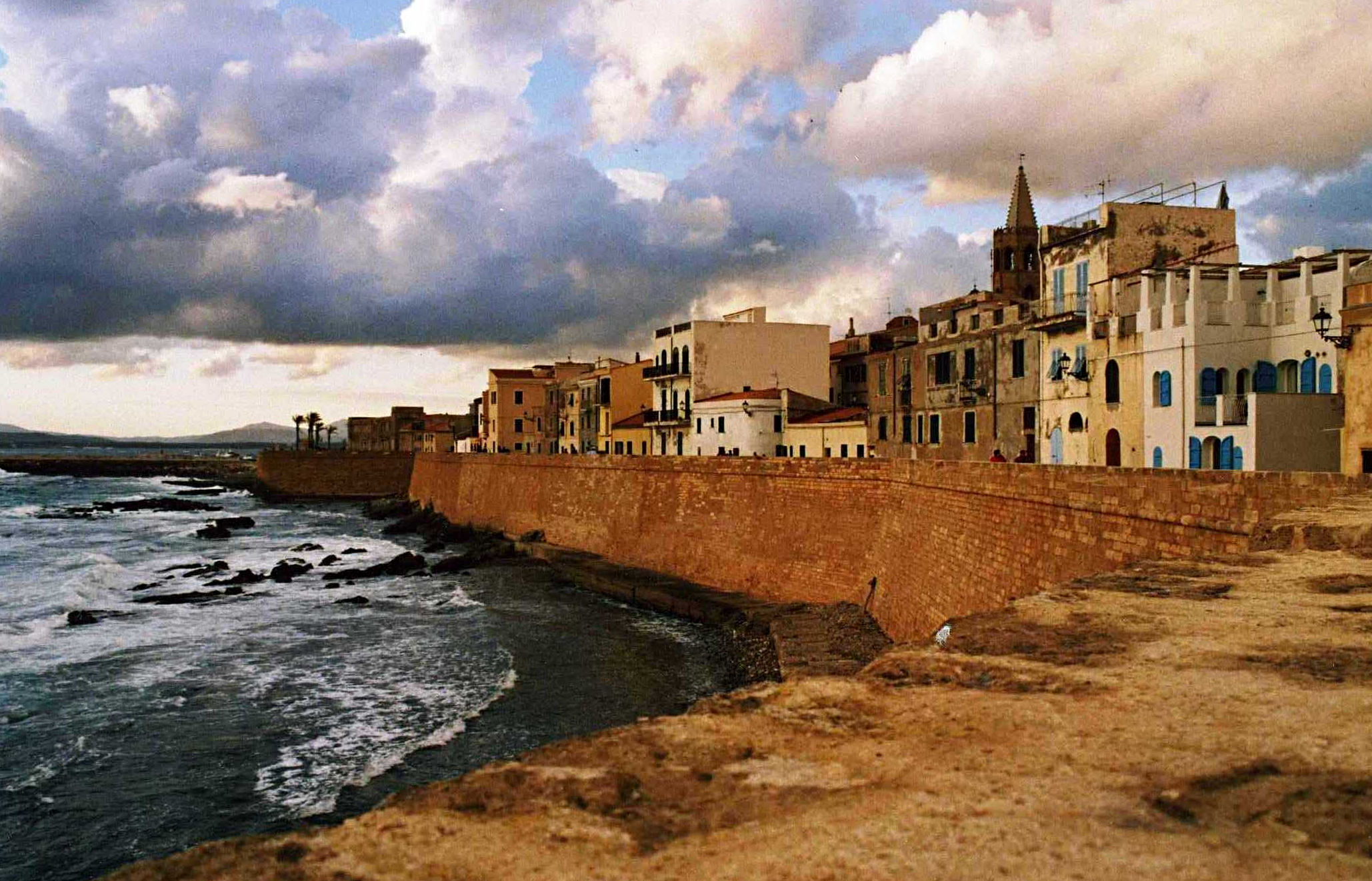
Vista dei bastioni

Il primo sistema di fortificazioni della città risale al XIII secolo ed è quello dell'impianto urbano genovese. Dal 1354 la città viene occupata dai catalani, i quali restaurarono e ampliarono il sistema difensivo, trovato, sempre nel 1354 in pessime condizioni.
Della cortina muraria genovese-catalana, rimane solo qualche tratto: la maggior parte delle fortificazioni visibili, infatti, risalgono al XVI secolo e furono realizzate per espressa volontà di Ferdinando il Cattolico il quale, reputando le strutture difensive in condizioni di degrado tali da non garantire più la protezione della città, ne ordinò la ricostruzione.
Lungo le mura si contano 7 torri e 3 forti.

### Siti archeologici
Numerosi i siti archeologici extra urbani: la necropoli di Anghelu Ruju (dove è possibile visitare le domus de janas) la collina di Santu Pedru, la villa di epoca romana (Santa Imbenia), il sito della Purissima (dove si crede sorgesse la città scomparsa di Carbia) e i complessi nuragici del nuraghe Palmavera e di Santa Imbenia, oltre a vari nuraghi più o meno conservati sparsi su tutto il territorio, più una tomba nobile, la Tomba Aragonese.

### Aree naturali

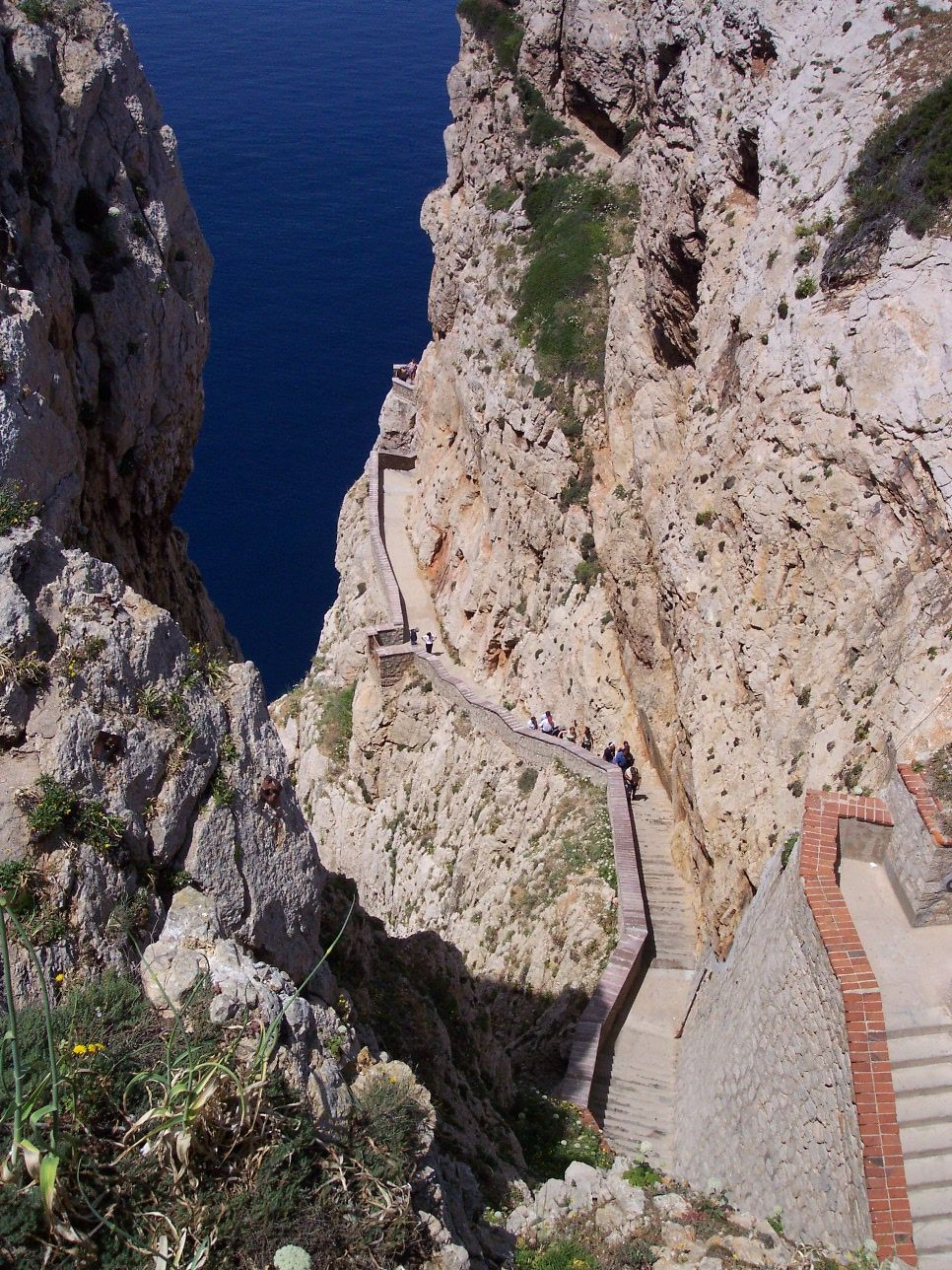
Capo Caccia - Escala del Cabirol

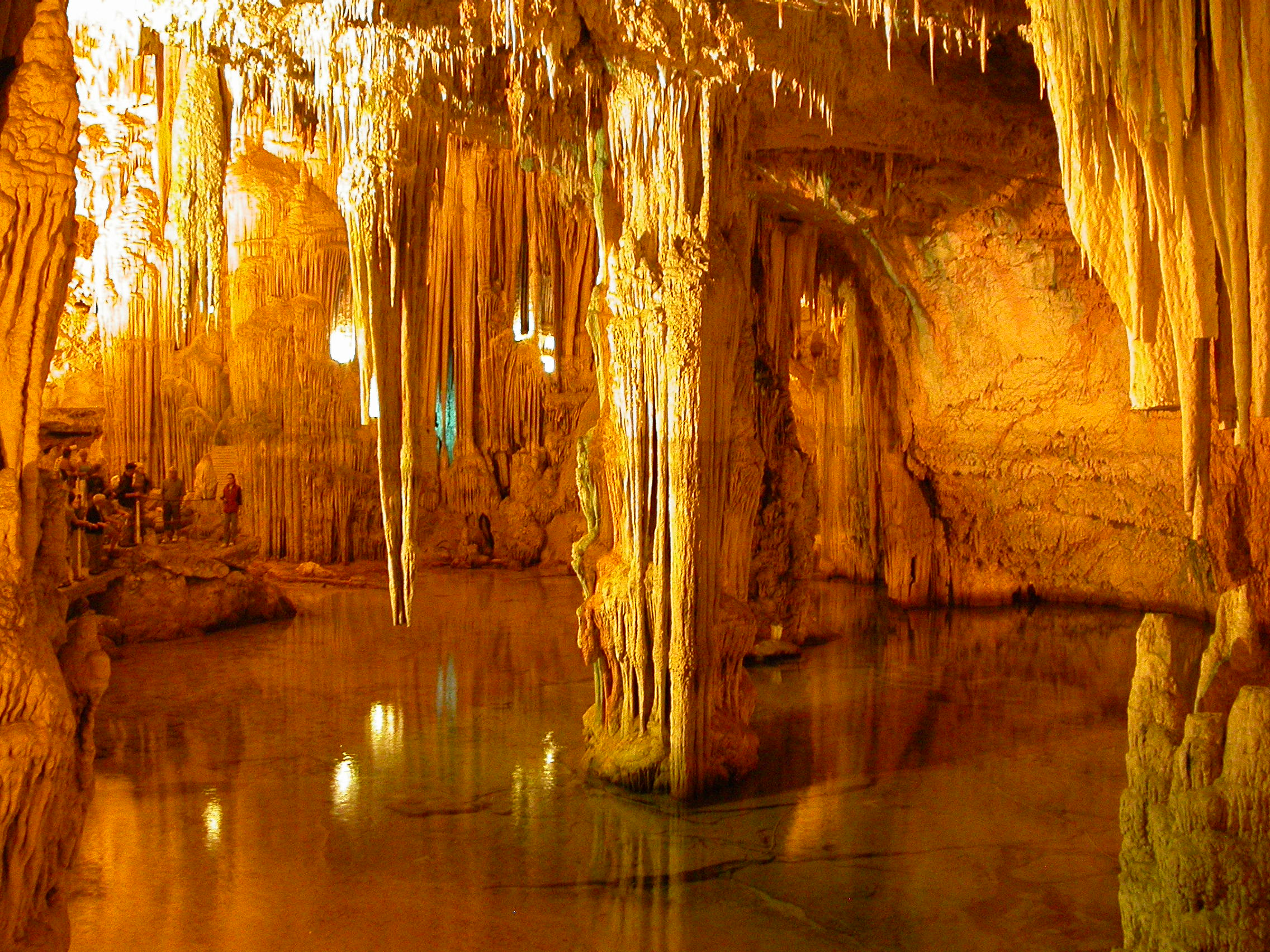
Capo Caccia - Grotte di Nettuno

Alghero conta un panorama naturale molto vario, dalle spiagge con sabbia fine alle scogliere con sassi piatti o molto frastagliati: è apprezzabile soprattutto la vista dal mare, in quanto si riesce a cogliere la varietà della sua costa mista alla vegetazione, la tipica macchia mediterranea e alla pineta che spesso fa da contorno; molto apprezzato per il suo panorama è il promontorio di Capo Caccia, con la sua ormai conosciuta falesia a forma di gigante addormentato che è divenuta una dei simboli di Alghero, insieme al pregiato corallo rosso. La zona di Capo Caccia con la prospiciente Isola Piana e del golfo di Porto Conte è sito di primario interesse naturalistico, in cui è stata costituita l'Area naturale marina protetta Capo Caccia - Isola Piana. La particolare conformazione geologica (origine carsica) rende la zona famosa per la presenza delle numerose grotte e caverne, oggetto di numerose esplorazioni e studi da parte dei vari gruppi speleologici, geologi e ricercatori universitari. Insistono proprio qui le famose Grotte di Nettuno, accessibili sia dal mare sia da terra (tramite la famosa Escala del Cabirol, di 656 gradini), e che offre al suo interno un panorama di sale e piscine, come la piscina del gigante, e stalattiti e stalagmiti di forme particolari, come l'organo. Sul versante orientale di Capo Caccia si aprono a strapiombo sul mare la Grotta dei Pizzi e Ricami, raggiungibile solo via mare, e la Grotta Verde, raggiungibile con una scalinata; nella prima numerose concrezioni davano origine a dei ricami di calcare, ora però è completamente devastata e le concrezioni sono sparse dappertutto, mentre nella seconda si possono ancora notare i resti di alcuni graffiti risalenti al Paleolitico, ormai quasi perduti a causa di atti vandalici e passati tentativi di "strappo". La Grotta Verde in tempi recenti è stato oggetto di lavori ancora non completati per renderla fruibile alle visite turistiche.
Un'altra area protetta in cui è possibile fare del trekking è l'Arca di Noè, situata poco distante dalla frazione di Tramariglio: qui nidificano ancora sul ciglio delle scogliere il grifone, e altri uccelli protetti, come il falco pellegrino, il gheppio, il cormorano (che predilige la prospiciente Isola di Foradada) e il gabbiano corso, ma è possibile vedere anche esemplari di pernice, daino, cavallino della Giara e di cinghiale, oltre a numerose specie vegetali protette, come la Centaurea horrida. L'area è molto vasta e comprende monte Timidone, punta Cristallo, dove è possibile ammirare il volo dei grifoni e la splendida cala d'Inferno, dove il mare riparato e cristallino permette di fare dello snorkeling. Altri punti consigliati per lo snorkeling sono la cala Dragunara, Punta Giglio, le due grotte dell'isola di Foradada e Porto Conte, il più grande porto naturale del mediterraneo, dove la nacchera (Pinna nobilis), protetta da anni contro la pesca abusiva, è finalmente visibile con molteplici esemplari.

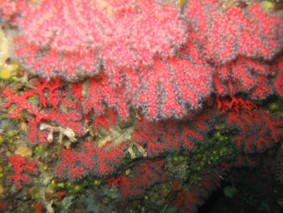
Il corallo rosso con i polipi espansi nel soffitto di una grotta sommersa

Numerose anche le possibilità per gli amanti delle immersioni con svariati km di falesie calcaree a picco sul mare e le innumerevoli grotte carsiche, ambienti tra i più spettacolari del Mediterraneo che offrono una grandissima varietà di fauna e flora marine. Sono visibili già a pochi metri di profondità colonie di corallo rosso, simbolo della città di Alghero, vari tipi di crostacei tra i quali spiccano l'aragosta, astici e cicale, e poi murene, gronghi, ed esemplari di cernia bruna che animano di nuovo i fondali del luogo. Il sito più famoso è la grotta di Nereo, considerata la più grande grotta marina d'Europa, con profondità che vanno dai -30 a -6 m circa, ma non meno conosciute sono la grotta di Falco e quella di punta Giglio, rinominata dei "Cervi" per l'incredibile scoperta effettuata nel '95 dal Busdraghi, un subacqueo del posto, di un giacimento fossile di cervi del tipo Megacero Cazioti Algarensis risalenti a circa 100.000 anni, ormai estinti, la grotta dei Fantasmi, anche questa scoperta dallo stesso che ha così nominato per la particolare conformazione delle rocce, e poi ancora le grotte del Sommergibile, della Madonnina e del Portico di Punta Salinetto.
Nei pressi della frazione di Fertilia, si trova poi lo stagno d'acqua salmastra del Calich (in catalano "Càlic"), con le rovine del ponte romano, dove un tempo facevano la loro comparsa i fenicotteri rosa durante il periodo delle migrazioni; per chi ama addentrarsi all'interno un punto di riferimento è il lago di Baratz (unico lago di acqua dolce naturale della Sardegna) con la pineta circostante, lago in cui durante la ritirata l'esercito tedesco immerse armi e munizioni.

#### Coste e spiagge

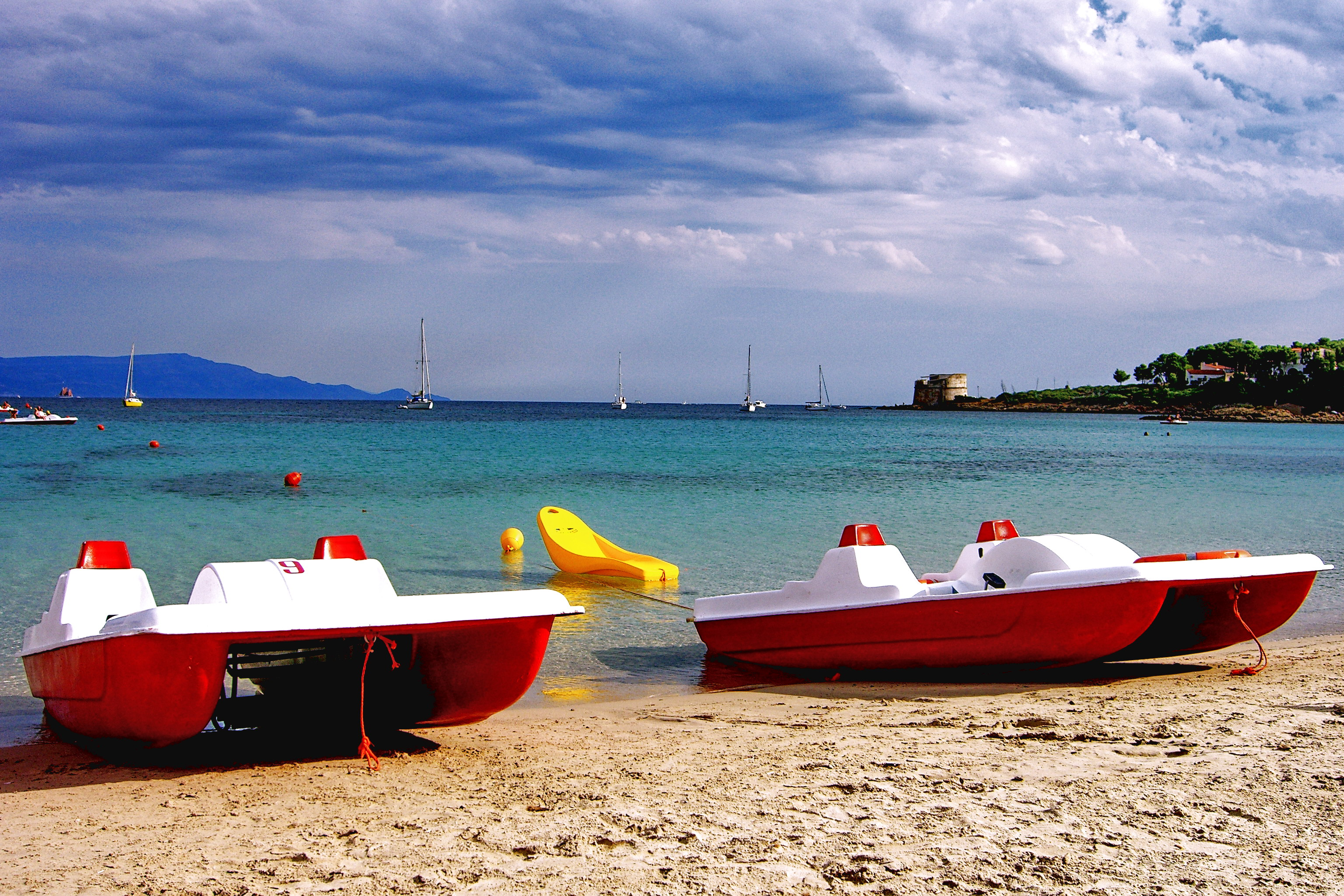
Spiaggia del Lazzaretto

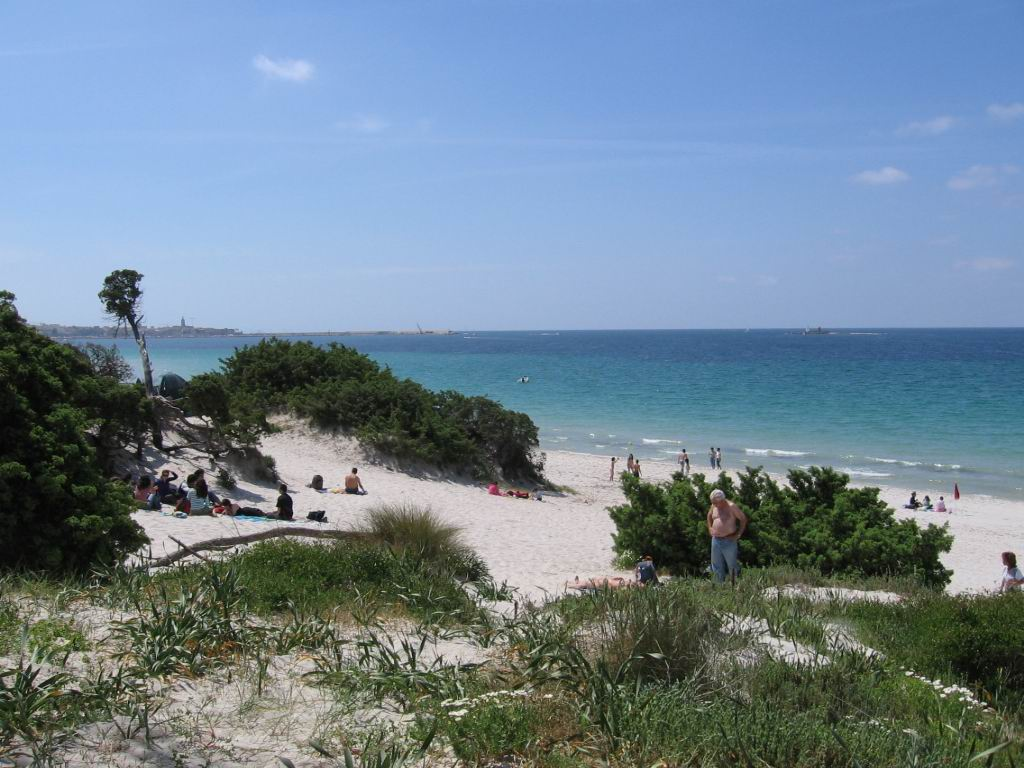
Spiaggia di Maria Pia

La costa algherese, delimitata a sud da capo Marrargiu e a nord da Porto Ferro, si estende per oltre 80 km, assumendo diversi nomi. Partendo da sud, si trovano:
- spiaggia di Poglina o della Speranza
- Cala Burantino o Burantí
- Vasche di Xu Pepino
- Canal de l'Home Mort
- Calabona
- Coda di Balena
- El Tro
- Las Tronas
- Scogli Piatti
- Conte Sant'Elia
- San Giovanni
- il Lido
- Rafel
- Mariposa
- La Conchiglia (Maria Pia)
- l'Hermeu (Maria Pia)
- La Palafitta (Maria Pia)
- Villa Segni (Maria Pia)
- Fertilia
- punta Negra
- spiaggia delle Bombarde
- il Lazzaretto
- capo Galera
- Maristella
- punta Giglio
- il Faro
- pineta Mugoni
- baia di Porto Conte o delle Ninfe
- Tramariglio
- Dragunara
- Capo Caccia
- Bantine Sale
- torre del Porticciolo

#### Siti d'importanza comunitaria, parchi naturali e riserve

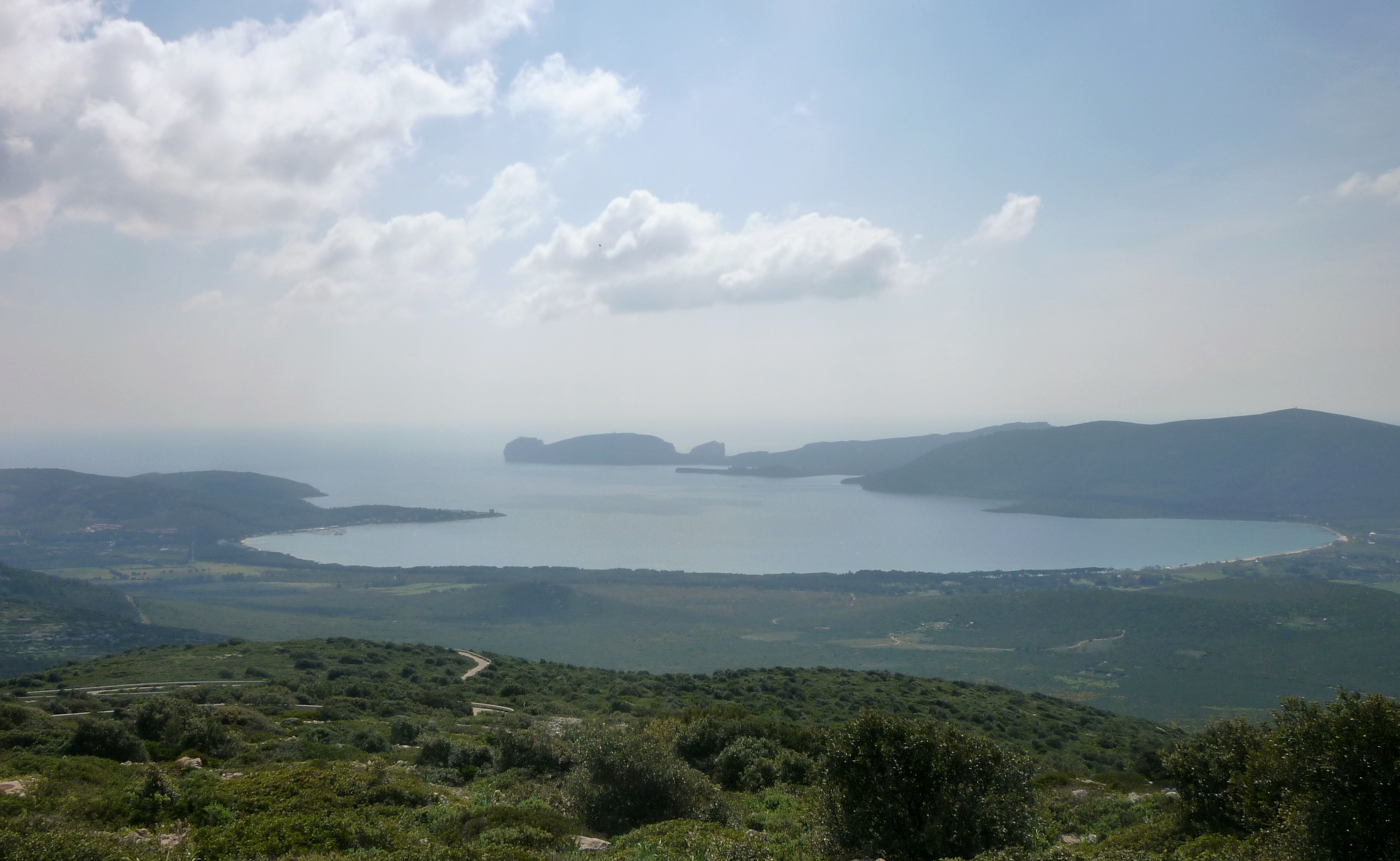
Porto Conte e capo Caccia

- Area naturale marina protetta Capo Caccia - Isola Piana (SIC)[34]
- Capo Caccia con le isole Foradada e Piana (proposta SIC)
- Coste e isolette del nord-ovest della Sardegna (proposta SIC)
- Isola Piana (proposta SIC)
- Parco naturale regionale di Porto Conte
- Oasi faunistica Arca di Noè

## Società

### Evoluzione demografica
Abitanti censiti

### Etnie e minoranze straniere
Al 31 dicembre 2018 ad Alghero risultavano residenti 2 021 cittadini stranieri, pari al 4,6% della popolazione, le cui nazionalità principali sono:
- Romania, 493
- Bangladesh, 147
- Senegal, 130
- Cina, 127
- Germania, 90
- Regno Unito, 88
- Ucraina, 62
- Polonia, 58
- Francia, 41
- Nigeria, 40

### Lingue e dialetti
1. In conformità ai principi accolti dalla Comunità nazionale ed internazionale (UNESCO e Comunità Europea) e in base allo spirito e alla lettera della Costituzione della Repubblica Italiana, il Comune si propone di tutelare, promuovere e diffondere la conoscenza della storia, della lingua catalana nella variante algherese e della cultura e delle tradizioni locali, attivando contemporaneamente il confronto con le altre realtà presenti in città, al fine di garantire spirito di collaborazione e tolleranza.
2. In particolare si propone di dare supporto a tutte le iniziative dirette alla conoscenza e l'uso della lingua catalana, nella sua variante algherese.
3. Nel territorio del Comune la toponomastica in algherese è equiparata alla toponomastica in lingua italiana e il Comune ne garantisce l'uso contestuale.
4. Il Comune è l'organismo istituzionale referente per la politica linguistica e sostiene, nei limiti delle possibilità di bilancio, con contributi finanziari le Associazioni che operano a favore dell'algherese e di altre espressioni linguistiche e culturali secondo apposito regolamento.»

(Statuto comunale di Alghero, articolo 9, comma 1, 2, 3 e 4)
| Lingue parlate nel 2015, % | Algherese | Algherese ed Italiano | Algherese ed altre combinazioni | Italiano | Sardo | Sardo e Italiano | Altre lingue d'Italia, con o senza italiano | Altre lingue straniere con o senza italiano |
| -------------------------- | --------- | --------------------- | ------------------------------- | -------- | ----- | ---------------- | ------------------------------------------- | ------------------------------------------- |
| Lingua madre               | 17,5      | 5,5                   | 1,1                             | 49,8     | 11,3  | 2,7              | 7,3                                         | 4,9                                         |
| Lingua di identificazione  | 14,9      | 9,4                   | 1,8                             | 56,7     | 7,9   | 3,3              | 2,5                                         | 3,5                                         |
| Lingua abituale            | 9,1       | 7,9                   | 1,4                             | 75,1     | 2,2   | 2,0              | 0,2                                         | 2,0                                         |

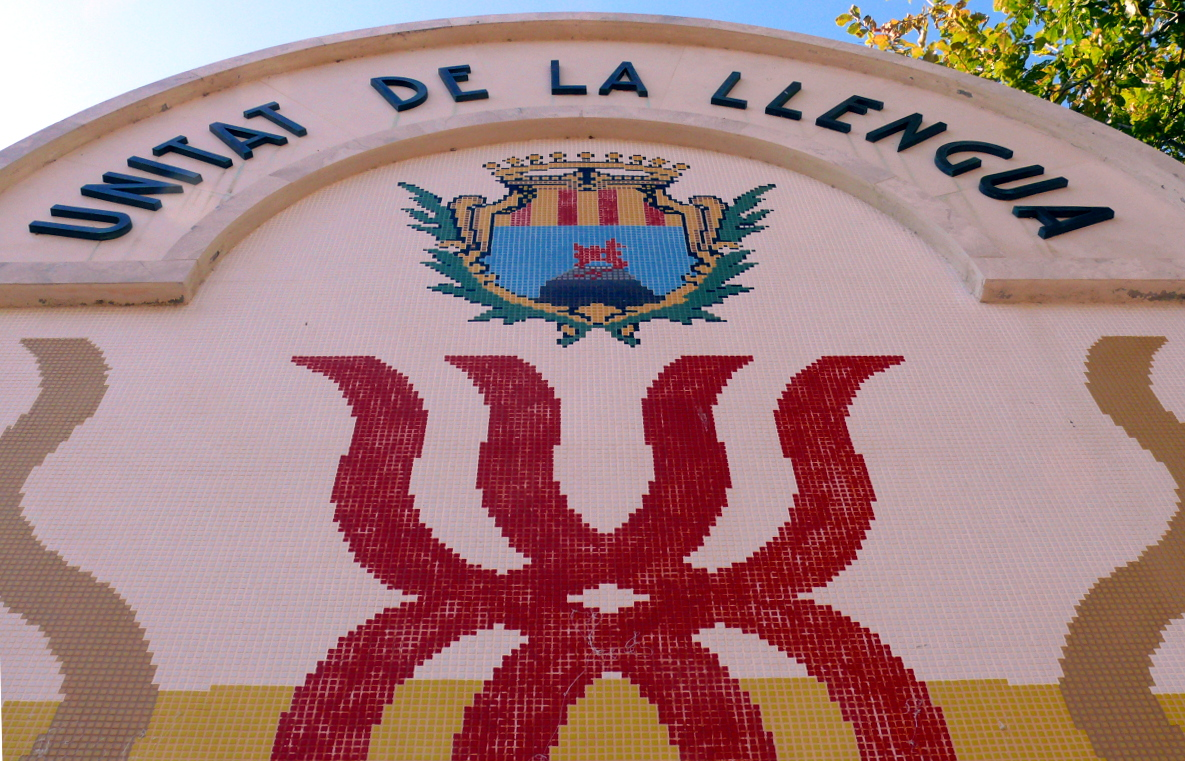
Monumento alla Unitat de la llengua in via Vittorio Emanuele.

In accordo con le politiche dell'Unione europea e della Repubblica Italiana, nonché della Regione Autonoma della Sardegna in fatto di salvaguardia e valorizzazione delle realtà linguistiche locali, il Comune di Alghero ha deciso di adottare quale lingua ufficiale, insieme all'italiano, il dialetto algherese del catalano. Tutti gli atti pubblici sono pertanto redatti in italiano e catalano. Anche il sito istituzionale del comune è consultabile in versione bilingue (italiano-catalano).
Mi rivolgo a queste persone nella loro lingua, il catalano; sono contenti di conversare con uno straniero che suppongono appartenere alla loro razza...»
(Gaston Charles Vuillier, "Les îles oubliées. Les Baléares, la Corse, la Sardaigne. Impressions de voyage", Paris, 1891)
Non va però dimenticato che oltre all'italiano e al catalano, in città, dopo il continuo e progressivo spostamento di molti abitanti dell'interno dell'isola e soprattutto dei paesi circostanti, parte della popolazione parla anche la lingua sarda nelle sue diverse varianti. Storicamente, inoltre, l'uso del catalano era limitato alla città intra moenia e a parte della costa (frequentata dai pescatori algheresi), visto che l'agro è sempre stato logudoresofono (come dimostrano i toponimi: es. Sa Londra, Sa Segada, Pirastru, etc.): in passato la diffusione del catalano e del sardo nel territorio algherese rispecchiava, cioè, la dicotomia professionale tra catalanofoni pescatori e sardofoni agricoltori e pastori.
L'importanza del catalano è tale che nel 2004 e nel 2008 sono nate rispettivamente Catalan TV e La Televisió de L'Alguer, che trasmettono contenuti nelle 2 lingue. Di contro, nella realtà, l'uso comune dell'algherese viene mantenuto ancora in vita dalle persone che realmente hanno vissuto nel contesto sociale tipico della città fino agli anni sessanta/settanta, quindi generalmente gli anziani e le generazioni cresciute in quegli anni.
Infatti non sussistono più le condizioni di vita simili a quelle che hanno mantenuto viva la lingua in epoca precedente, dove praticamente chiunque era costretto a parlare l'algherese se voleva adeguarsi alla vita della città. L'italiano veniva usato solo per rivolgersi ai turisti o ai forestieri che ancora non si erano adeguati ed ovviamente a scuola, dove la lingua ufficiale era quella italiana.
Un altro aspetto per l'accelerazione del processo di perdita dell'uso della lingua algherese è stato la ricerca di stili di vita ed un benessere maggiore poiché l'uso della lingua richiamava nel popolino una vita piena di stenti e ricordava le terribili condizioni di miseria vissute soprattutto nel dopoguerra. "No volguerà que mon fill parlaria la llengua de los pobres" (pron. No vulgarà chi mun fil pallaría la gliengua de lus probas) erano solite dire le molte mamme algheresi che definivano l'algherese la lingua dei poveri e della fame, imponendo ai figli solo l'uso dell'italiano.
Per tentare di tener vivo l'uso di questo dialetto, vi sono alcune azioni attuate a livello cittadino sia dalla Pubblica Amministrazione, sia dalle attive associazioni culturali che si adoperano in questo senso: si segnala l'insegnamento dell'algherese nelle scuole primarie, nonché l'insegnamento gratuito dello stesso per i privati cittadini. Inoltre esistono alcune iniziative editoriali quali periodici (primo fra tutti il periodico L'Alguer) e quotidiani on-line (Alguer.cat), scritti in algherese. In seguito ad un accordo tra Comune, il Ministero dell'Istruzione, il Provveditorato regionale e l'ente governativo catalano, è arrivata l'effettiva ufficializzazione di bilinguismo paritario, essendo l'algherese previsto come materia scolastica obbligatoria dall'anno scolastico 2012-2013 in poi (obiettivo, finora, non ancora raggiunto nel caso del sardo stesso e delle altre lingue parlate nell'isola).

### Religione
Alghero è sede della diocesi di Alghero-Bosa. Nel territorio del comune sono presenti 16 parrocchie e 14 chiese non parrocchiali, distribuite tra il centro cittadino e l'hinterland.

#### Chiesa cristiana ortodossa
La locale comunità, facente parte del Patriarcato Ecumenico di Costantinopoli, si riunisce nella chiesa di Santa Barbara Megalomartire, nel cuore del centro storico cittadino.

#### Chiesa cristiana evangelica
Sono presenti due chiese evangeliche, una appartenente alle Chiese cristiane pentecostali A.D.I., Assemblee di Dio in Italia, e l'altra della Chiesa cristiana evangelica dei fratelli.

#### Comunità ebraica
Fino al decreto di espulsione del 1492, Alghero fu sede insieme a Cagliari della più ricca e importante comunità ebraica della Sardegna. Nel porto rimane l'imponente torre degli Ebrei, costruita dagli ebrei locali.

## Cultura
(frase che, senza riscontri storici, è stata attribuita a Carlo V, che l'avrebbe rivolta agli algheresi nel 1541)

### Istruzione, università e ricerca

#### Scuole
Nel comune di Alghero hanno sede 10 scuole dell'infanzia, 11 scuole primarie e quattro secondarie di primo grado. Vi si trovano inoltre l'istituto d'istruzione superiore "G. Manno" (con indirizzi classico, linguistico e artistico), il liceo scientifico "E. Fermi", l'istituto di istruzione superiore "A. Roth" (con indirizzi costruzioni, amministrazione, amministrazione sportiva, turismo e elettrotecnica), l'istituto di istruzione superiore "Don Minzoni" (con indirizzi IPSIA e IPA) e l'istituto professionale per i servizi alberghieri e della ristorazione "E. Lussu".

#### Università
In città sono presenti alcune sedi dell'Università degli studi di Sassari:
- il Dipartimento di architettura, design e urbanistica, con corsi di laurea triennali e specialistici in architettura e pianificazione territoriale, urbanistica ed ambientale;
- la Scuola per stranieri di lingua e cultura italiana di Alghero;
- in passato era presente presso la Facoltà di scienze matematiche, fisiche e naturali il corso di Scienze dell'ambiente e delle produzioni marine.

#### Ricerca
Nell'ambito scientifico, grande interesse desta sicuramente la sede del CNR (Consiglio nazionale delle ricerche) sita in località Tramariglio, (S.P. 55 "Porto Conte-Capo Caccia" km 8,400).
Tale struttura, gestita dalla Porto Conte Ricerche Srl è la base operativa dell'Istituto di genetica delle popolazioni (IGP), ma anche sede distaccata dell'Istituto di genetica molecolare (IGM), dell'Istituto di chimica biomolecolare (ICB) e sede operativa dell'Area marina protetta "Capo Caccia - Isola Piana".

#### Musei, biblioteche e archivi
- Museo archeologico[43]
- Museo storico-etnografico Sella & Mosca (località I Piani)[44]
- Museo diocesano d'Arte Sacra (piazza Duomo, 1)
- Museo Naturalistico Mare Nostrum Aquarium (via XX Settembre ang. Piazza Sulis)
- Aquarium Rubrum museo del corallo ospitato nella Torre di San Giacomo.[45]
- Museo Virtuale (largo San Francesco) ospitato nella Torre di San Giovanni.
- Museo Mineralogico (via Don Minzoni, 159/c)
- Museo Casa Manno via Santa Barbara
- Museo Antoine De Saint -  Exupery[46]
- Museo della colonia penale di Tramariglio[47]
- Museo del corallo di Alghero[48]
- Ecomuseo EGEA, è dedicato alla memoria dell'esodo Giuliano-Dalmata, alla storia del borgo di Fertilia[49]
- Biblioteca comunale "Rafael Sari", (Piazza Molo - Complesso Santa Chiara) - codice anagrafe: SS0004
- Biblioteca Catalana "Obra Cultural de L'Alguer", (via Arduino 44/46) - codice anagrafe: SS0261
- Biblioteca San Michele, (Largo Lo Quarter) - codice anagrafe: SS0003
- Biblioteca della Parrocchia del Santo Rosario, (via XX Settembre 230) - codice anagrafe: SS0262
- Biblioteca del Centro servizi culturali della Società Umanitaria, (via Petrarca 24) - codice anagrafe: SS0005
- Biblioteca dell'Associazione Impegno rurale, (piazza Olbia, Santa Maria La Palma) - codice anagrafe: SS0263
- Biblioteca della Scuola media n. 2+Fertilia, (via Orsera, Fertilia) - codice anagrafe: SS0266
- Biblioteca della Fondazione Siotto, (via Marconi 10) - codice anagrafe: SS0264
- Biblioteca della casa di reclusione, (via Vittorio Emanuele II 26) - codice anagrafe: SS0265
- Biblioteca della Confraternita della Misericordia, (viale Giovanni XXIII 66) - codice anagrafe: SS0170
- Archivio Storico Comunale (via Columbano), presso il Palazzo Civico.
- Archivio Storico Diocesano (via Principe Umberto 35), presso la curia vescovile.
- Archivio Antonio Era (carte personali)[50].
- Archivio Simon Guillot[51]

### Teatri
- Teatro Civico
- Teatro all'aperto "Rina De Liguoro"

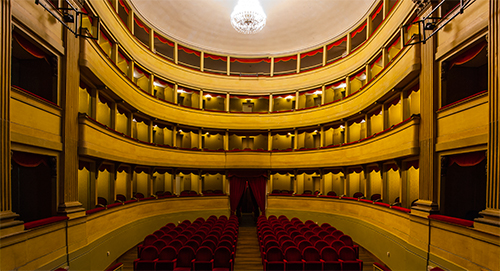
Teatro Civico di Alghero

- Teatro all'aperto "Forte della Maddalena"
- Anfiteatro "Ivan Graziani"
- Anfiteatro "Colle di Balaguer"

### Cucina
La cucina algherese si basa soprattutto sul pesce e i crostacei, in particolare sulla famosa aragosta algherese conosciuta e apprezzata in tutto il mondo; alcuni piatti tipici sono l'aragosta all'algherese, la coppazza e gli spaghetti ai ricci di mare e gli spaghetti alla bottarga, le monzette sotto sale cotte al forno e la paella algherese, che si accompagnano poi ai piatti e ai prodotti tipici della cucina sarda del nord; tra i dolci alcuni dei più tipici sono la crema bruciata e il biancomangiare, meglio noto col nome catalano, menjar blanc. Tra le verdure ricordiamo il pomodoro corallino, il pomodoro camona e i cardi.
Il vino di questa zona, l'Alghero DOC, viene per la maggior parte prodotto dalla tenuta Sella & Mosca, di cui è possibile visitare le cantine e che ha un ecomuseo del vino al suo interno; un pregiato vino sardo prodotto esclusivamente in questa zona è l'Anghelu Ruju, in quanto le vigne sono attorno al sito archeologico.
Importante anche la produzione di olio d'oliva, che proviene dagli oliveti del territorio algherese.

### Eventi

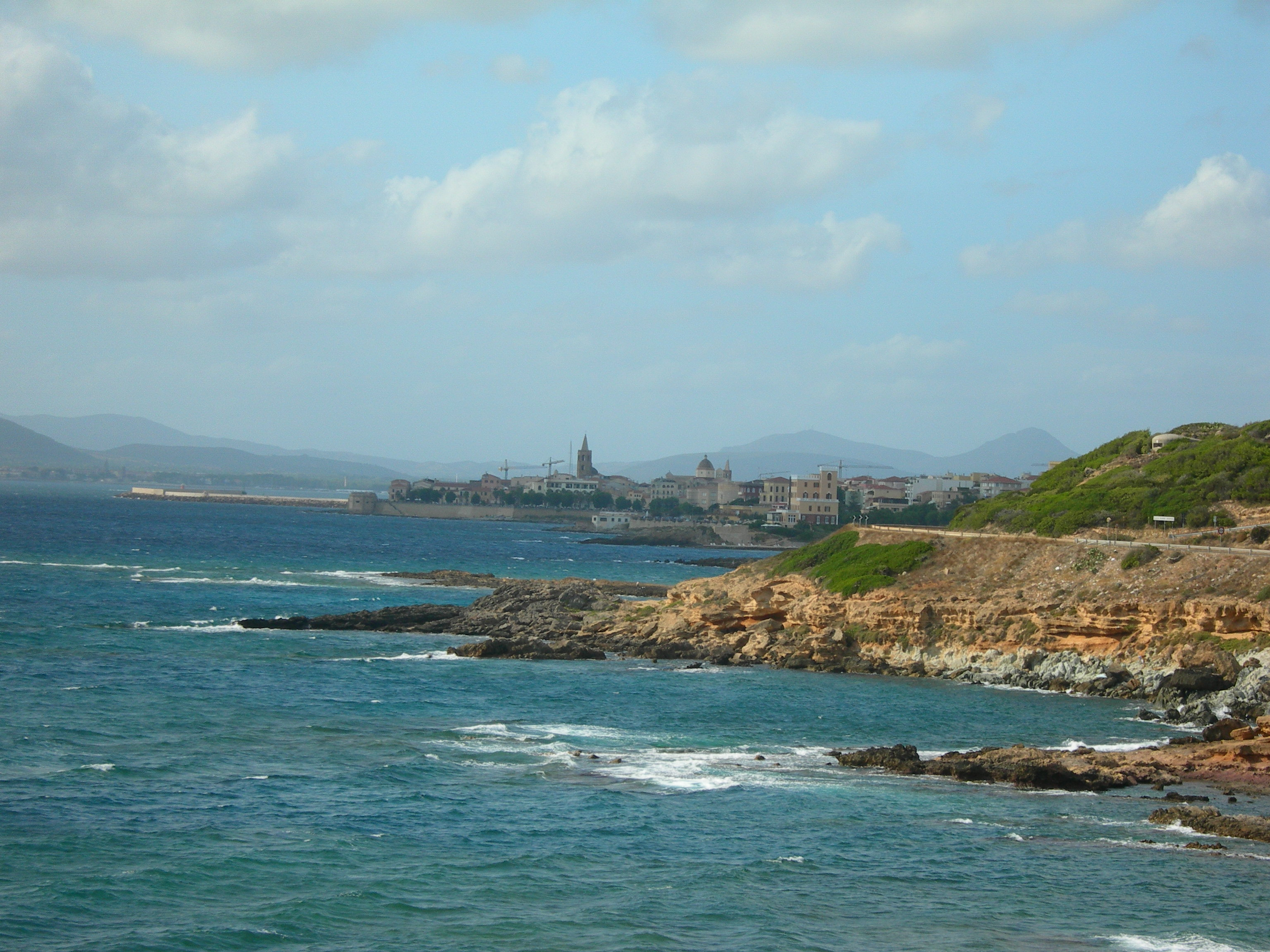
Il centro storico, il porto e villa Las Tronas visti dall'immediata periferia sud della città

La Setmana Santa è la più importante manifestazione religiosa di Alghero: è la celebrazione della Pasqua di origini spagnole e vede la partecipazione della quasi totalità della popolazione. Si porta in processione una statua del Cristo e si segue un calendario preciso per tutti i giorni: il martedì c'è la «processione dei misteri dolorosi», il giovedì la celebrazione della Via Crucis, il venerdì il rito del discendimento del Cristo dalla croce e la sua deposizione nella culla, il sabato giorno di veglia e la domenica di Pasqua la resurrezione; la processione è molto suggestiva, in quanto si sfila tenendo in mano candele con la tipica lanterna di carta intorno.
Altre manifestazioni importanti sono la processione della Nostra Signora di Valverde, la messa a mare per il Santo Cristo della Costiera del Corallo e le commemorazioni legate ai santi Francesco, Anna, Cecilia e Barbara.
La prima settimana di agosto si svolgono poi i festeggiamenti in onore di Nostra Signora della Mercede, titolare dell'omonima chiesa, con una suggestiva processione a mare alla quale partecipano migliaia di fedeli.
La fiera di San Giovanni, con i suoi stand gastronomici e commerciali, oltre che segnalare il solstizio d'estate, segna l'inizio di un evento artistico denominato Los Pintores de La Muralla. Sui bastioni Magellano, angolo suggestivo della città sarda, i numerosi pittori dell'Associazione Culturale No Profit AlguerArte, armati di pennelli e colori, realizzano le loro opere davanti agli occhi ammirati e curiosi di numerosi turisti e cittadini locali, fino ad ottobre.
A luglio si svolge il Grand Prix Corallo Città di Alghero, serata spettacolo con la premiazione di sportivi, giornalisti, fiction con tema sportivo e film, organizzata in collaborazione con Rai, Sky e le televisioni catalane TV3 e IB3.
Ogni anno si svolge inoltre il premio nazionale "La degustatrice di olio di oliva" nell'ambito della manifestazione "L'oro di Alghero", concorso al quale possono partecipare non solo degustatrici professioniste, ma anche semplici estimatrici. Il comprensorio di Alghero è infatti rinomato per la coltivazione della qualità Bosana e la produzione di un eccellente olio extravergine di oliva.
Vi sono numerose manifestazioni sportive, come la gara automobilistica Alghero-Scala Piccada, le regate veliche, le maratone di nuoto e il free climbing sul promontorio di Capo Caccia; la sagra più nota è quella del bogamarí (riccio di mare), che si tiene tra gennaio e febbraio, il periodo in cui il riccio di mare è più saporito e carnoso.
Altri importanti avvenimenti sono a carnevale, quando sfilano anche carri in cartapesta provenienti da Barcellona.

## Geografia antropica

### Urbanistica

#### Toponomastica

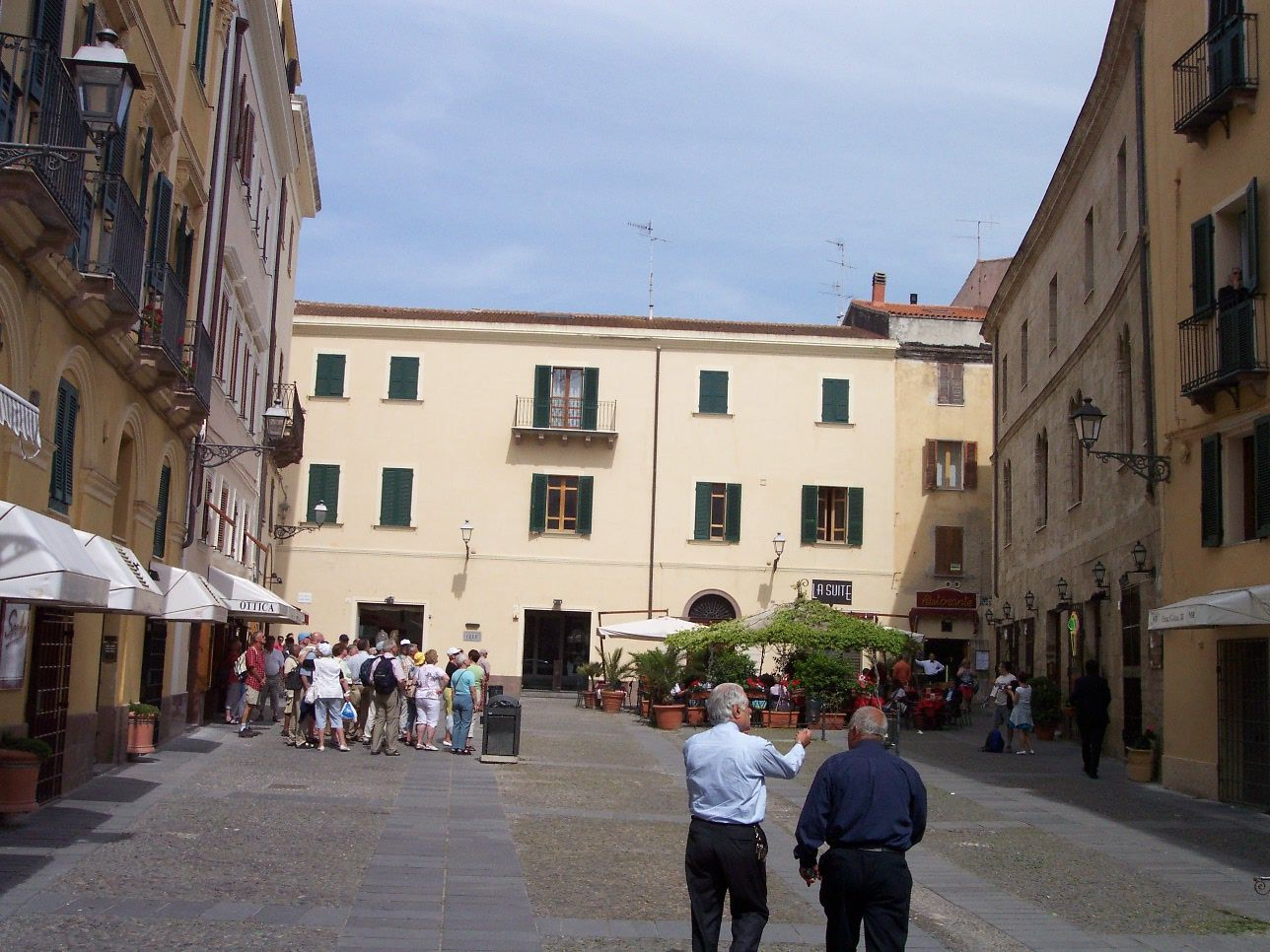
Piazza Civica o Plaça de Pou Vell.

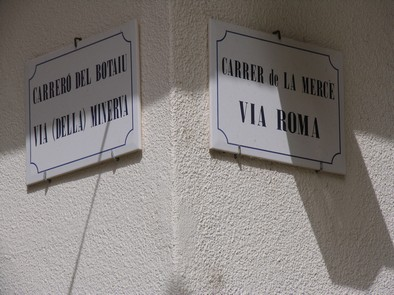
Indicazione dei toponimi nel centro storico.

Nelle strade cittadine, soprattutto in quelle del centro storico, accanto alla dicitura in italiano dei toponimi si affianca spesso la dicitura catalana. Se nella parte "nuova" della città i toponimi sono semplicemente tradotti in catalano, stessa cosa non si può dire del centro storico, nel quale le diciture rimandano alla tradizione culturale algherese; la centralissima via Carlo Alberto, per esempio, in un suo tratto prende il nome catalano di Carrer de Sant Francesc (strada/via di san Francesco), proprio in corrispondenza dell'omonima chiesa.
Possiamo poi individuare zone tematiche, nelle quali i nomi si riferiscono a varie categorie: troviamo la zona delle regioni (Calabria, Toscana, ecc. nella zona di Maria Pia), dei grandi scrittori (Carducci, Pascoli, Dante, o altri nella zona della Mercede), dei musicisti (Mozart, Liszt, e altri nella zona del Parco Hemmerle), delle subregioni sarde (Barbagia, Gallura, Goceano, ecc. nel Quartiere della Pivarada), dei politici (Togliatti, Giolitti, Don Sturzo, Matteotti, De Gasperi (nel quartiere popolare di Sant'Agostino), degli artisti catalani (Miró, Espriu, ecc. alla Taulera), e di quelli algheresi (Sari, Giglio, ecc. al Carmine).

### Maglia urbana

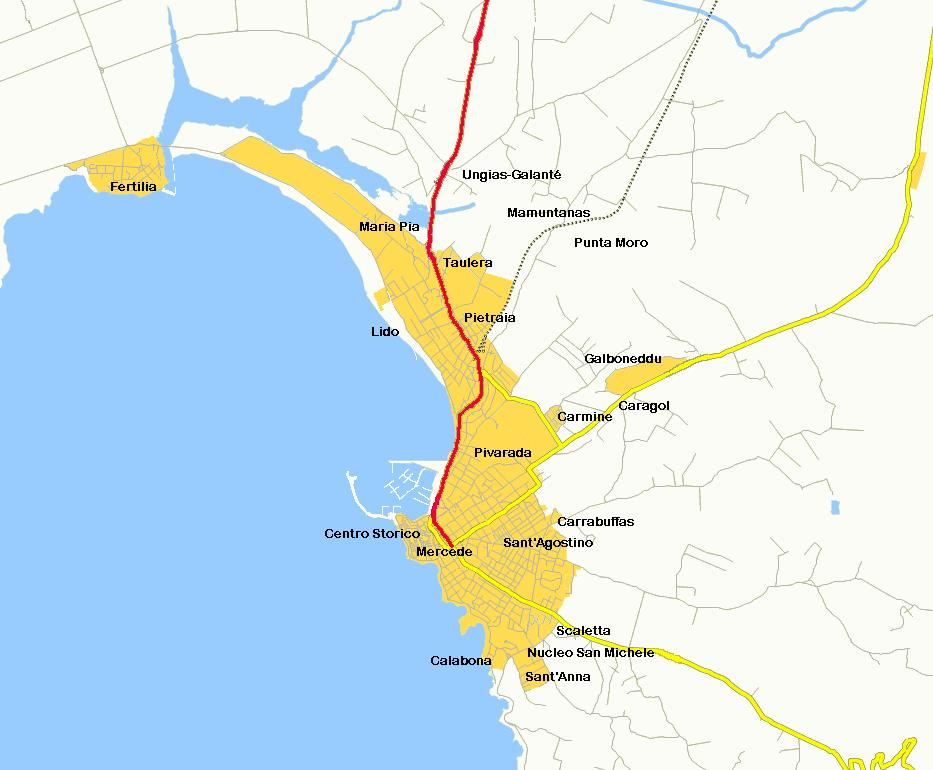
Mappa dei quartieri di Alghero.

Il centro abitato di Alghero presenta uno sviluppo di tipo costiero; si possono individuare due maxiblocchi urbanizzati: il primo occupa la parte centro-meridionale della città e ne costituisce il nucleo principale. Se osservata dal satellite si può notare la forte differenza che intercorre tra il tessuto del centro storico (situato in una pseudo-penisola naturale) e quello circostante, di realizzazione successiva ed in ulteriore sviluppo sulle direttrici sud (strada per Villanova) ed est (strada per Ittiri/Olmedo). Il secondo maxiblocco è situato a nord della città ed è il fulcro delle residenze turistiche. La sostanziale suddivisione in blocchi urbani è ascrivibile alla presenza, sulla linea immaginaria che dalla spiaggia di San Giovanni porta alla zona del liceo scientifico, dell'ex depuratore e del cimitero; quest'ultimo infatti ha limitato lo sviluppo edilizio in tale area in quanto sottoposta a vincoli cimiteriali.
Negli ultimi decenni sono nati numerosi nuovi quartieri (Taulera e Caragol per citarne alcuni) spesso slacciati, per vari motivi, alla città stessa: la zona di Caragol per esempio, si trova a circa 800-900 metri dagli ultimi fabbricati della città, sulla direttrice est, mentre la zona di Monte Carru, situata proprio fuori dal centro e alle prese con lavori di costruzioni di edifici, è destinata a diventare un vero e proprio centro abitato.
Gli amministratori che si sono alternati dagli anni cinquanta fino al ventunesimo secolo, non hanno mai pianificati strumenti urbanistici adeguati e non hanno tenuto conto di problematiche future, come per esempio la mancata programmazione di parcheggi e zone verdi destinate allo svago e ai giovani, mancano inoltre quasi completamente strutture essenziali quali musei ed impianti sportivi all'altezza della importanza della città. Ha prevalso la cultura imprenditoriale speculativa finalizzata alla costruzione di palazzi e alla vendita di appartamenti senza considerare le esigenze delle persone e le problematiche della viabilità. Le strade per la maggior parte sono strette e quasi tutte a senso unico per permettere la sosta delle auto. Un'analisi degli esperti del settore ha confermato che tale tendenza sia destinata a prevalere nonostante non ci sia una reale necessità, essendo l'incremento demografico fermo da diversi anni.

### Quartieri

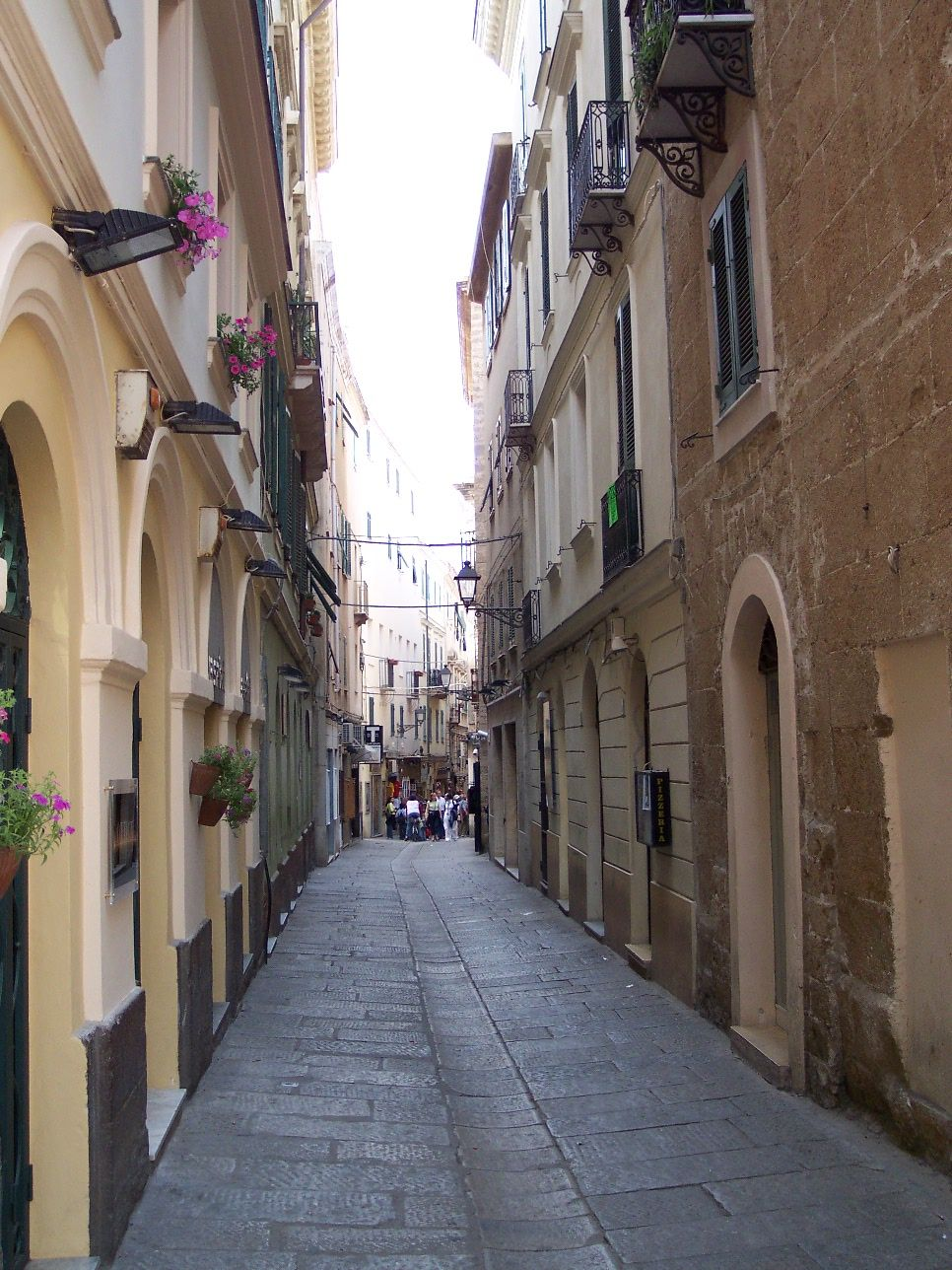
Via Carlo Alberto.

- Calabona: il quartiere più a sud della città; consta principalmente di edifici residenziali.
- Caragol: nucleo abitativo posto all'entrata est, in prossimità della zona artigianale Galboneddu.
- Carmine: situato sull'arteria che dall'ingresso est della città porta verso la Pietraia (cfr.), anch'esso popolare.
- Carrabuffas: quartiere in ampliamento.
- Centro storico: (l'Alguer vella in algherese) il cuore della città, presenta indubbie bellezze architettoniche quali chiese, torri, bastioni. Ad una zona commerciale se ne affianca un'altra residenziale.
- Cuguttu: regione compresa tra l'ospedale civile e il largo dello Sperone, confinante con i quartieri del Lido e della Taulera
- Cunetta: raffinata zona residenziale, situata a sud-est.
- Lido: formato prevalentemente da seconde case, si trova nella zona a nord della città ed è particolarmente dinamico nel periodo estivo.
- Maria Pia: zona a nord che può essere suddivisa in una zona residenziale e in un'altra ove trovano spazio numerosi impianti sportivi (calcio, baseball, tennis, rugby, atletica, football e nuoto) e spazi verdi. Il suo nome deriva dall'azienda agricola inaugurata dal principe di Piemonte nel settembre del 1934, e dedicata, appunto a Maria Pia di Savoia[52].
- Mercede: zona centralissima, prende nome dall'omonima chiesa; in esso si trovano i giardini pubblici Tarragona.
- Nucleo San Michele: adiacente alla zona di Calabona, consta di edifici di epoca moderna. Zona in pieno ampliamento.
- Pietraia, in algherese La Pedrera: quartiere popolare senza dubbio tra i più popolosi della città, si sviluppa lungo la via Don Minzoni, è sede di numerose attività commerciali e della stazione di Alghero Sant'Agostino
- Pivarada: quartiere situato nelle vicinanze del cimitero, dello stadio Mariotti e del depuratore dismesso. Molto popoloso. Deriva il nome dal fatto che nella zona erano presenti in passato numerose bisce viperine. Era una zona rurale fino agli anni 60/70 del XX secolo.
- San Giuliano: nucleo abitativo situato alla periferia sud-est della città, nei pressi della località Carrabuffas.
- Sant'Agostino: prende nome dall'omonima chiesa; sono presenti edifici residenziali privati, case popolari, attività commerciali.
- Scaletta, in algherese l'Escaleta: nuovo quartiere residenziale, posto all'uscita sud della città.
- Taulera: altra zona di moderna costruzione, è formata da edifici popolari e villette residenziali.

### Frazioni
I codici di avviamento postale di tutte le frazioni sono stati modificati da una riforma nel settembre 2006. Pertanto tutte le frazioni comunali di Alghero hanno lo stesso CAP del capoluogo del comune, 07041. Le uniche frazioni nomenclate nell'elenco dei CAP sono: Fertilia, Maristella-Porto Conte, Santa Maria La Palma e Tramariglio.
Le maggiori frazioni del comune sono Fertilia e Santa Maria La Palma. Tra le altre località vi sono:
- La borgata di Guardia Grande, sorge alle pendici del monte Doglia, e dista circa 22 km dal centro cittadino. La chiesa parrocchiale della frazione è intitolata a Nostra Signora della Guardia.
- I piani è una località situata lungo la strada provinciale 42 dei Due Mari. Nelle sue vicinanze sorgono importanti aziende quali l'azienda vitivinicola Sella&Mosca, nonché la zona Industriale di San Marco.
- Loretella, frazione rurale che sorge a nord di Alghero, dista 8 chilometri dal centro. La chiesa parrocchiale è intitolata a Nostra Signora di Loreto.
- Maristella conta circa 300 abitanti e sorge sulla baia di Porto Conte.
- Sa Segada è una borgata rurale localizzata a nord della città, compresa tra la strada statale 291 della Nurra e la strada provinciale 42 dei Due Mari. Dista 2 km in linea d'aria dall'aeroporto. Nell'area della frazione si trova il campo di calcio a 11 sede per anni della squadra del Loretella e il campo di calcio a 5 dell'A.S.D. Sporting Sa Segada.
- Tramariglio è una località turistica nei pressi di Capo Caccia e dista da Alghero poco più di 20 km. In essa trova sede l'azienda speciale Parco di Porto Conte (Villa Gioiosa, ex colonia penale in seguito riqualificata). La locale chiesetta è intitolata al Santissimo Crocifisso. Si trova inoltre il centro ricerche "Porto Conte ricerche".
- La frazione di Villassunta sorge vicino al lago di Baratz, ai confini del comune. La borgata fa parte sia del comune di Alghero che di quello di Sassari.

## Economia

### Turismo
Il comune ha una forte vocazione turistica ed è una delle principali mete nell'isola; nel 2012 è stata la 10ª città italiana più visitata dai turisti stranieri.

### Artigianato

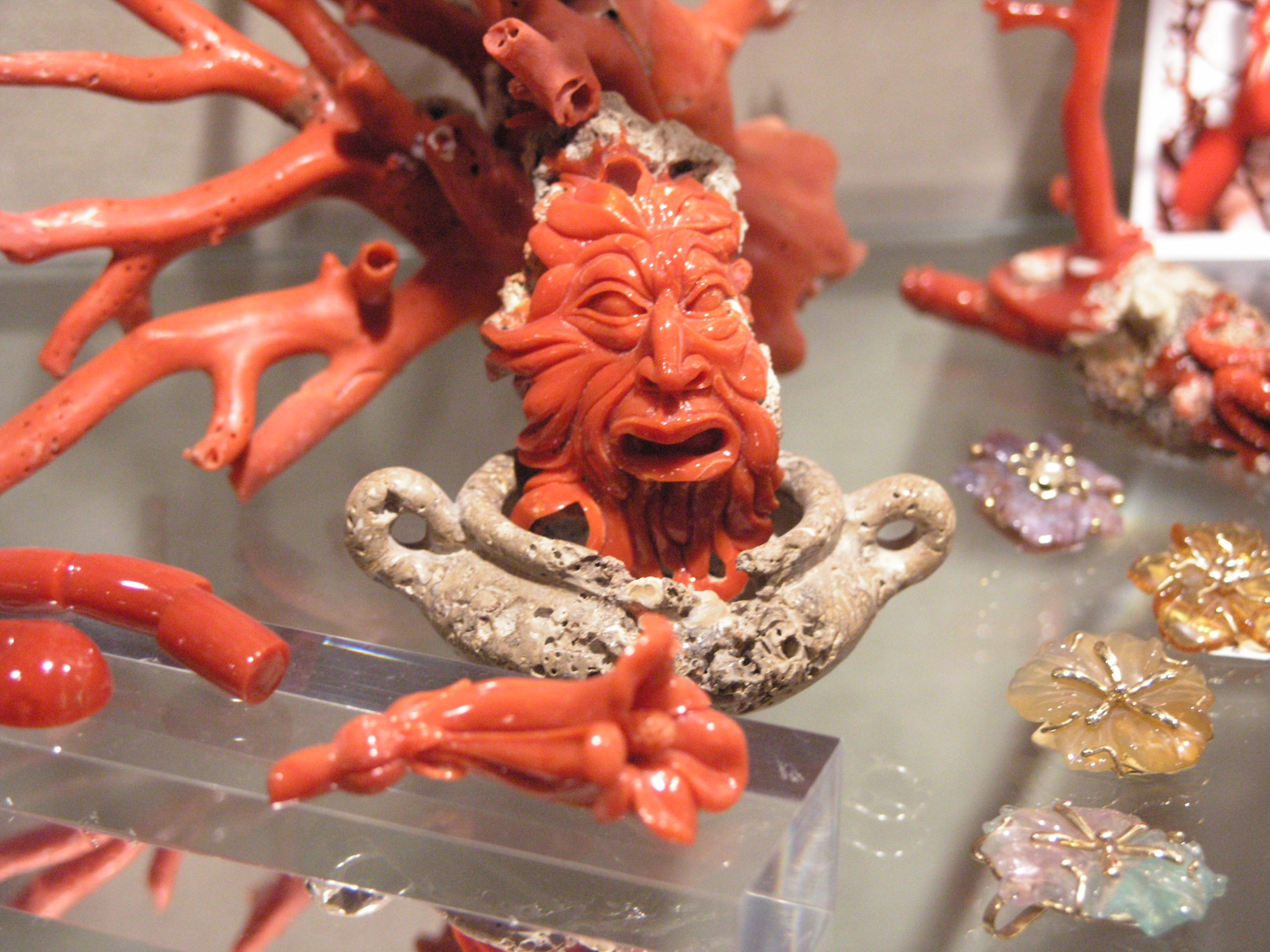
Il corallo rosso lavorato artisticamente da un'abile artigiana locale

L'artigianato algherese è legato soprattutto alla creazione di gioielli in corallo rosso, per cui la riviera è famosa, ma anche per la cesteria (la tradizione è legata soprattutto alla pesca e alle nasse, fatte di giunco e polloni di olivastro, utilizzate fino agli anni settanta per la pesca all'aragosta, regina della tavola algherese) e alla tipica produzione di artigianato sardo.

## Infrastrutture e trasporti

### Strade
Le principali direttrici stradali di Alghero sono:
- Strada statale 127bis Settentrionale Sarda, che collega la città a nord con Porto Conte e ad est con Sassari;
- Strada statale 291 della Nurra, che da Fertilia giunge sino a Sassari, oggetto di rinnovamento con il progetto del collegamento veloce Alghero-Sassari, finora compiuto solo nel tratto compreso tra il capoluogo turritano e Olmedo, ma che vedrà presto il suo completamento con la prosecuzione fino ad Alghero, la realizzazione della circonvallazione e il collegamento Alghero-Aeroporto. L'arteria è inoltre stata segnalata dal Ministero dei trasporti come strada di grande comunicazione, e proprio a questo proposito è stata inserita nel progetto a lungo termine che vedrà l'adeguamento agli standard autostradali degli assi: Alghero-Olbia (SS 291, SS 597 e SS 199), Cagliari-Sassari-Porto Torres (SS 131) e Abbasanta-Nuoro (SS 131 d.c.n.);
- Strada statale 292 Nord Occidentale Sarda, che giunge, attraverso un panoramico percorso, fino ad Oristano.
- Strada provinciale 42 dei Due Mari, che la collega con Porto Torres;

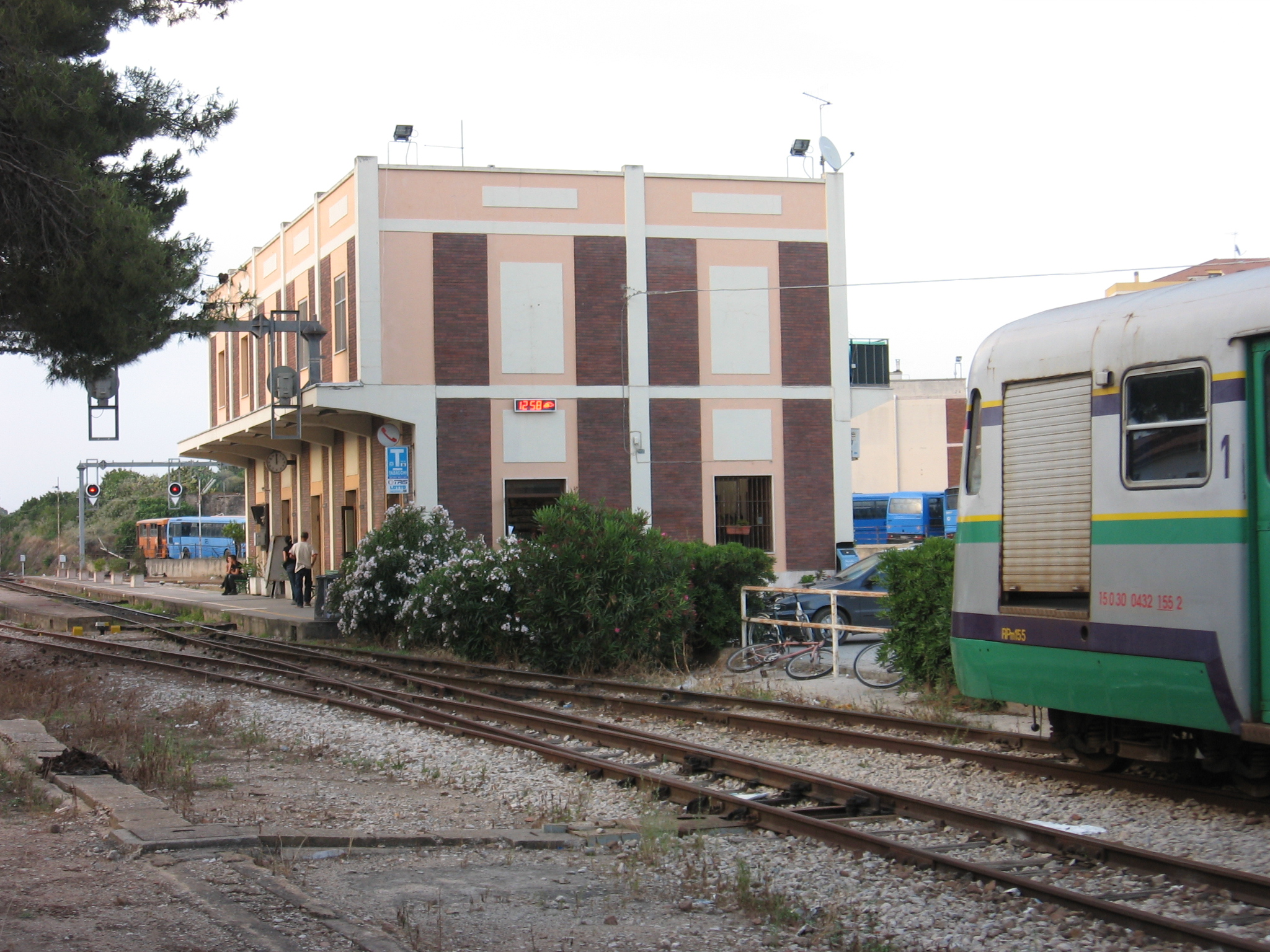
La stazione di Alghero, già Alghero Sant'Agostino, nel quartiere della Pietraia

- Strada provinciale 105 Alghero-Bosa, arteria panoramica che ha inizio dall'estrema periferia sud della città e che giunge fino a Bosa; lungo il suo tracciato transita di fronte al poligono militare di Poglina (facente capo al SISMI[54]) e alla chiesetta campestre intitolata alla Madonna della Speranza.
- Strada statale 291 dir del Calich, che collega la città con l'aeroporto.

### Ferrovie
Nel quartiere della Pietraia è presente la stazione di Alghero, capolinea della ferrovia a scartamento ridotto per Sassari. La linea è servita dai treni dell'ARST che collegano Alghero con Olmedo e Sassari e con varie fermate nelle campagne attraversate, tra cui quelle in territorio algherese di Punta Moro e Mamuntanas. Sino al 1988 erano inoltre attive in città la fermata di San Giovanni (nei pressi dell'omonimo lido) e l'originaria stazione capolinea di Alghero, situata dove poi sorse il lungomare Barcellona.

### Porti

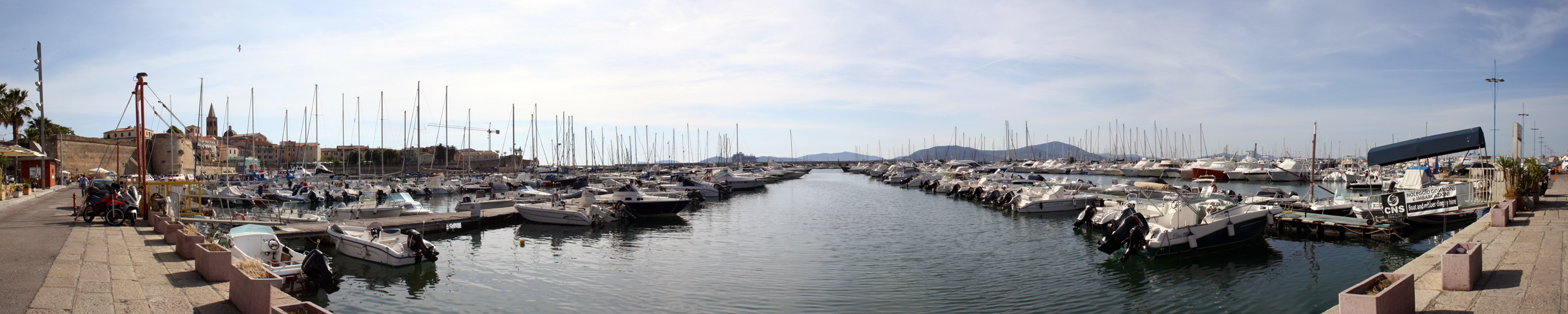
Porto

Ad Alghero è presente un porto turistico.

### Aeroporti
A circa 12 km dal centro, nei pressi della frazione di Fertilia, si trova l'Aeroporto di Alghero-Fertilia.

### Mobilità urbana
I trasporti urbani e interurbani di Alghero vengono svolti con autoservizi di linea gestiti da ARST.

## Amministrazione

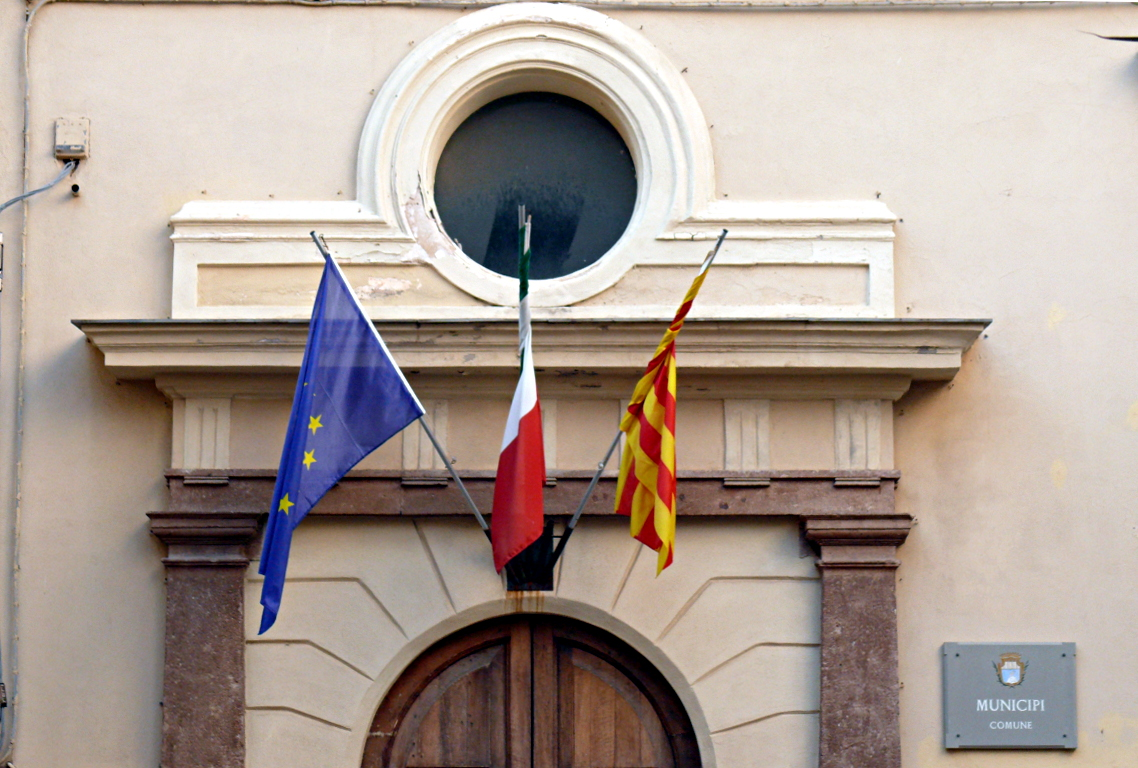
Municipio di Alghero con le bandiere europea, italiana e catalana

### Consolati
Il comune ospita il consolato di Spagna.

### Gemellaggi
- Balaguer
- Tarragona[55]
- Palma de Mallorca
- Encamp

## Sport

### Eventi sportivi
- Scala Piccada (automobilismo)
- Il Rally di Sardegna facente parte del WRC, diverse edizioni dal 2004 al 2019. (confermato pure per il 2020)[56] (automobilismo)
- Gara del Miglio marino (nuoto)
- Campionato d'Italia Pesi Welter (pugilato)
- Trofeo Tore Burruni (pugilato)
- Regata di Sant'Elm (vela latina)
- Trofeo Sant Joan (vela)
- Torneo Internazionale di Judo Femminile (Jūdō)
- Sardinian Open Wheelchair Tennis (tennis in sedia a rotelle)
- Gran gala dello sport e della televisione (premiazioni e riconoscimenti sportivi)
- Volta Ciclista a Catalunya edizione 1986 (ciclismo)
- Giro d'Italia edizione 2007 (ciclismo)
- Coppa Davis, Italia-Lussemburgo, 2007 (tennis)
- Rally di Sardegna, edizione 2020 (con assistenza di sicurezza sanitaria.[57]

Giro d'Italia
Alghero è stata sede della cosiddetta "Grande Partenza" del Giro d'Italia nell'edizione del 2017, con il via ufficiale della corsa dato il 5 maggio dalla banchina Ammiraglio Millelire alla volta di Olbia, dove si concluse la prima tappa con la vittoria dell'austriaco Lukas Pöstlberger. L'evento rimane l'unico in cui la città è stata sede di tappa della "Corsa Rosa".

### Società sportive
Ad Alghero hanno sede 83 società sportive; le principali sono:
- Polisportiva Alghero (Calcio maschile, Eccellenza Sardegna)
- FC Alghero (Calcio maschile, Prima Categoria)
- Amatori Rugby Alghero (Rugby a 15, Serie A)
- Mercede Basket Alghero (Basket femminile, serie A2)
- Pallavolo Gymnasium Alghero (Pallavolo femminile, Serie D)
- ASD Arcieri Corax (Tiro con l'arco)
- Futsal Alghero (Calcio a 5)

### Impianti sportivi comunali
- Stadio Mariotti, via Vittorio Emanuele II
- Stadio Maria Pia, loc. Maria Pia
- Palazzetto dello sport Vittorio Corbia (detto anche PalaCorbia), via Pacinotti
- Tennis Club Alghero, loc. Maria Pia